# John Diefenbaker
John George Diefenbaker, né le 18 septembre 1895 à Neustadt (en), comté de Grey (Ontario), et mort le 16 août 1979 à Ottawa, est un avocat et homme d'État canadien. Il est le 13e premier ministre du Canada du 21 juin 1957 au 22 avril 1963 et le seul du Parti progressiste-conservateur (PC) entre 1935 et 1979.
Il est né dans le Sud-Ouest de l'Ontario en 1895. En 1903, sa famille s'installa dans la portion des Territoires du Nord-Ouest qui devint la province de la Saskatchewan en 1905. Il grandit dans la province et s'intéressa à la politique dès son enfance. Il participa brièvement à la Première Guerre mondiale avant de devenir avocat. Il se présenta sans succès à plusieurs élections tout au long des années 1920 et 1930 jusqu'à devenir député de la Saskatchewan à la Chambre des communes en 1940.
À la Chambre, Diefenbaker chercha à plusieurs reprises à devenir chef du PC ; lorsqu'il y parvint en 1956, il le resta pendant onze ans. En 1957, il mena le parti à sa première victoire électorale en 27 années et un an plus tard, il organisa une élection anticipée, qui lui offrit une très large majorité. Diefenbaker nomma la première femme, Ellen Fairclough, à un poste ministériel et le premier Autochtone, James Gladstone (en), au Sénat. Au cours de ses six années au poste de premier ministre, l'administration Diefenbaker adopta la déclaration canadienne des droits et accorda le droit de vote aux Amérindiens. En politique étrangère, Diefenbaker adopta une ligne dure contre l'apartheid en Union d'Afrique du Sud qui aida à son exclusion du Commonwealth of Nations mais l'annulation du programme Avro CF-105 Arrow et son indécision sur le déploiement de missiles CIM-10 Bomarc américains entraîna la chute de son gouvernement.
Les luttes internes au sein du parti furent apaisées par les succès électoraux de Diefenbaker mais émergèrent à nouveau après la perte du pouvoir en 1963. Ses opposants forcèrent l'organisation d'une élection interne en 1967, et Diefenbaker fut battu par Robert Stanfield. Il resta député jusqu'à sa mort en 1979.

## Biographie

### Jeunesse
John Diefenbaker est né le 18 septembre 1895 à Neustadt (en), dans le comté de Grey (Ontario). Son père, William Thomas Diefenbaker, était le fils d'immigrants allemands tandis que sa mère, Mary Diefenbaker, était d'ascendance écossaise,. La famille déménagea souvent en Ontario durant les premières années de John. William Diefenbaker était un enseignant passionné par l'histoire et la politique et il chercha à transmettre cette passion à ses élèves. Il y parvint remarquablement bien car sur les 28 étudiants de son école près de Toronto en 1903, quatre, dont son fils John, devinrent députés conservateurs durant la 19e législature du Canada de 1940.
La famille Diefenbaker partit dans l'Ouest en 1903, William Diefenbaker ayant accepté un poste près de Fort Carlton, alors aux Territoires du Nord-Ouest (aujourd'hui en Saskatchewan). En 1906, William reçut 65 ha de terres inexploitées près de Borden en Saskatchewan. En février 1910, la famille Diefenbaker s'installa à Saskatoon, lieu de l'Université de la Saskatchewan. William et Mary Diefenbaker considéraient que John et son frère Elmer pourraient plus facilement faire des études supérieures à Saskatoon.
John Diefenbaker s'intéressait à la politique dès son plus jeune âge et dit à sa mère à l'âge de huit ou neuf ans qu'il serait un jour premier ministre. Elle lui répondit que cela était impossible pour un enfant vivant dans les Prairies canadiennes, mais elle vécut assez longtemps pour voir cette affirmation se révéler fausse. Le premier contact de John avec la politique arriva en 1910 lorsqu'il vendit un journal au premier ministre Wilfrid Laurier alors que ce dernier était venu poser la première pierre de l'université de la Saskatchewan. L'actuel et le futur premier ministre discutèrent et durant son discours dans l'après-midi, Laurier cita le jeune garçon qui avait mis un terme à leur conversation en disant « je ne peux pas perdre plus de temps avec vous, premier ministre. Je dois reprendre à mon travail, ».

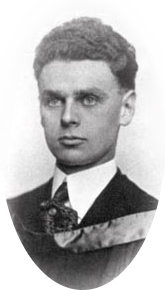
Diefenbaker durant ses études de droit en 1919

Après avoir été diplômé de son école secondaire de Saskatoon en 1912, Diefenbaker entra à l'université de la Saskatchewan. Il obtint son baccalauréat en 1915 et sa maîtrise l'année suivante.
Diefenbaker devint lieutenant du 196e bataillon canadien en mai 1916 et en septembre, il rejoignit un groupe de 300 jeunes officiers envoyés au Royaume-Uni pour s'entraîner. Diefenbaker nota dans ses mémoires qu'il avait été heurté par une pelle et que sa blessure entraîna son renvoi au Canada. Néanmoins, son dossier médical militaire n'indique aucune blessure de ce type et son biographe, Denis Smith, suppose qu'il y avait une cause psychosomatique.
Après avoir quitté l'armée en 1917, Diefenbaker rentra en Saskatchewan, où il reprit ses études de droit. Il fut diplômé en 1919 et devint le premier étudiant à obtenir les trois grades universitaires de l'université de la Saskatchewan. Il fut admis au barreau le 30 juin 1919 et ouvrit un petit cabinet d'avocat dans le village de Wakaw (Saskatchewan) le lendemain.

### Avocat et candidat (1919-1940)

#### Séjour à Wakaw (1919-1924)

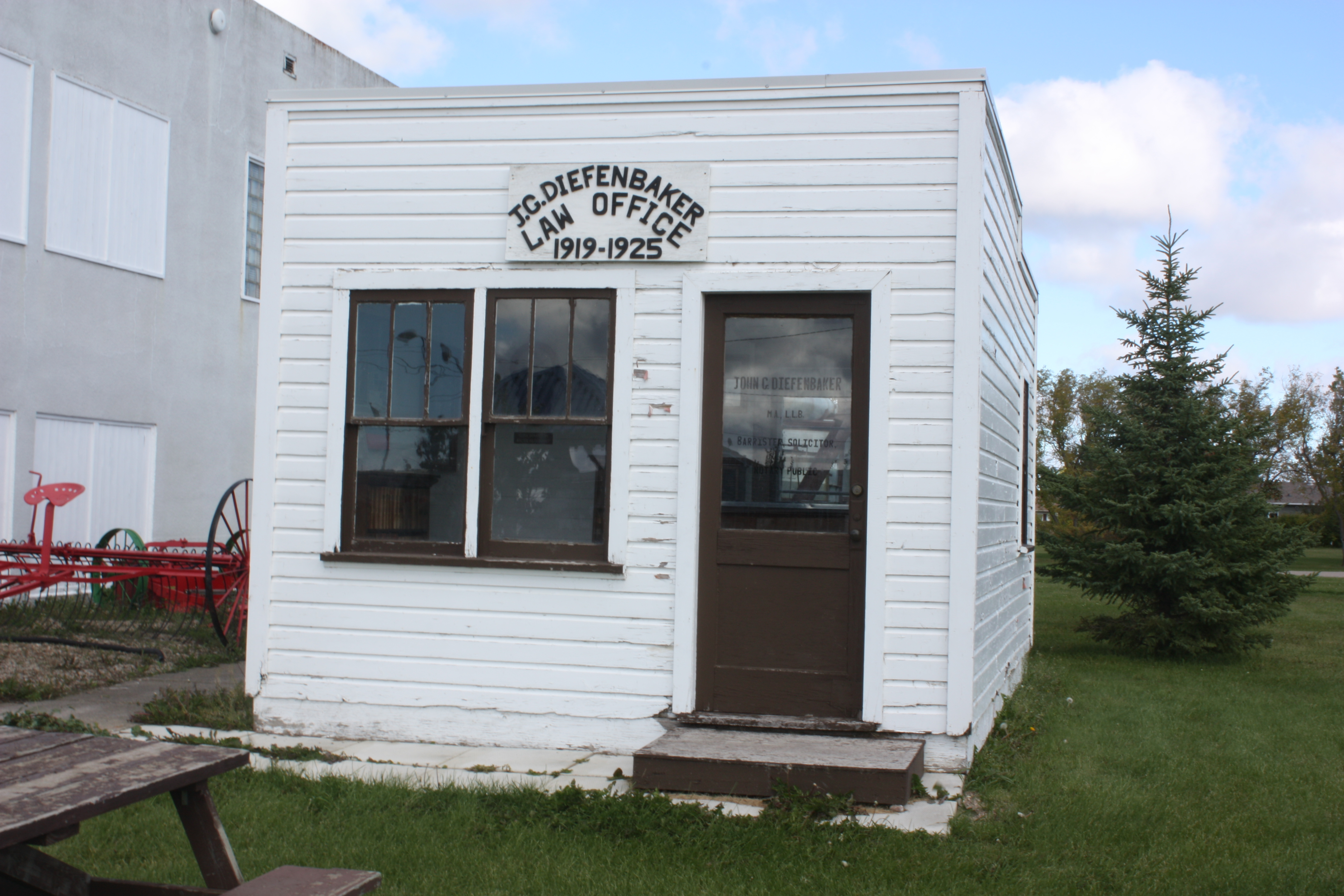
Recréation du premier bureau de Diefenbaker à Wakaw en Saskatchewan

Même si la population de Wakaw n'était que de 400 habitants, la ville se trouvait au cœur d'une zone densément peuplée et avait son propre tribunal provincial. Elle se trouvait également à proximité de Saskatoon, de Prince Albert et de Humboldt, où siégeait la Cour du banc du roi de la Saskatchewan. Les habitants de la région étaient essentiellement des immigrants, et Diefenbaker les considérait particulièrement procéduriers. Les résidents étaient cependant loyaux envers l'avocat qui se trouvait déjà dans la ville et refusèrent initialement de louer un bureau à Diefenbaker. Le nouvel avocat fut donc obligé de louer un terrain libre et d'y construire une cabane en bois de deux pièces.
Diefenbaker rallia le soutien des locaux grâce à ses succès ; dans sa première année, il participa à 62 jurys criminels et remporta approximativement la moitié des affaires. À la fin de 1928, il fut élu au conseil municipal pour un mandat de trois ans.
Diefenbaker passait souvent les week-ends chez ses parents à Saskatoon. Il commença à faire la cour à Olive Freeman, la fille d'un pasteur chrétien baptiste mais en 1921, sa famille et elle s’installèrent à Brandon au Manitoba et les deux se perdirent de vue pendant près de 20 ans. Il courtisa ensuite Beth Newell, une caissière de Saskatoon, et ils se fiancèrent en 1922. Newell fut cependant diagnostiquée de la tuberculose l'année suivante, et Diefenbaker arrêta de la fréquenter ; elle mourut en 1924. Diefenbaker était atteint d'hémorragies internes et il a sans doute eu peur d'avoir contracté la maladie. À la fin de l'année 1923, il fut opéré pour un ulcère gastroduodénal à la Mayo Clinic mais sa santé resta fragile pendant plusieurs années.
Après quatre ans à Wakaw, Diefenbaker était devenu tellement influent sur la scène judiciaire locale que l'autre avocat quitta la ville. Le 1er mai 1924, Diefenbaker déménagea à Prince Albert et laissa un partenaire avec la charge du bureau de Wakaw.

### Débuts en politique (1924-1929)
Depuis 1905, lorsque la Saskatchewan était entré dans la Confédération canadienne, la province était dominée par le Parti libéral qui maintenait une machine politique très efficace. Diefenbaker aimait dire, à la fin de sa vie, que la seule protection offerte à un conservateur dans la province était donnée par les lois réglementant la chasse.
Le père de Diefenbaker, William, était un libéral mais John rejoignit le Parti conservateur. Le libre-échange était populaire dans l'Ouest canadien, mais Diefenbaker fut convaincu par les idées conservatrices selon lesquelles le libre-échange rendraient le Canada économiquement dépendant des États-Unis. Il garda cependant pas ses opinions politiques pour lui. Diefenbaker écrivit dans ses mémoires qu'en 1921, il avait été élu secrétaire de l'association libérale de Wakaw alors qu'il se trouvait à Saskatoon. À son retour, il découvrit les documents de l'association sur son bureau. Ies retourna rapidement au président de l'association. Diefenbaker avança égaiement qu'on lui avait dit que s'il devenait un candidat du Parti libéral, « aucun poste de la province ne lui serait fermé ».

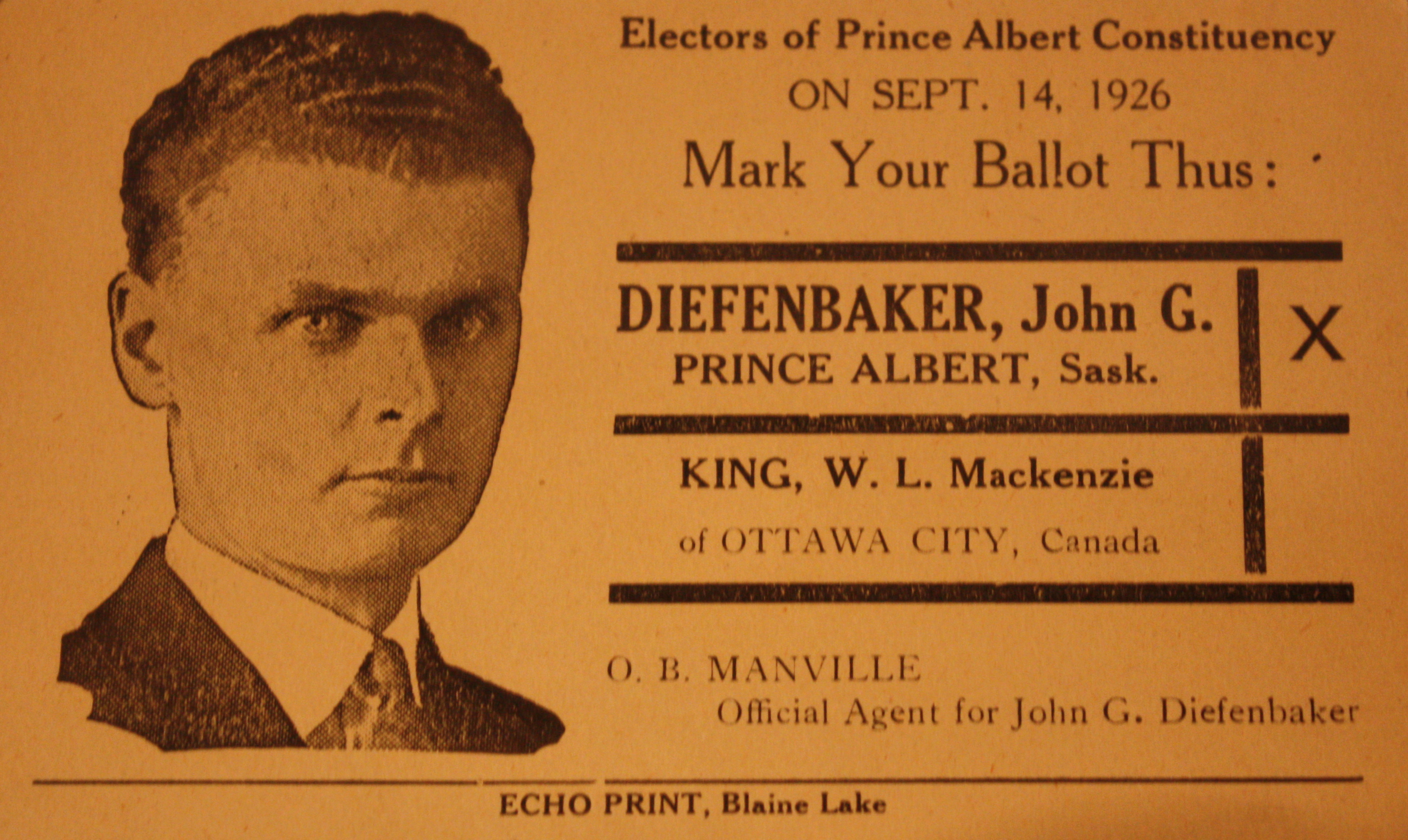
Tract pour la campagne de Diefenbaker en septembre 1926

Diefenbaker ne déclara publiquement qu'il était conservateur qu'en 1925, l'année des élections fédérale et provinciale. Le journaliste et historien Peter Charles Newman, dans son grand succès de librairie sur les années Diefenbaker, suggéra que ce choix était plus pragmatique que politique puisque Diefenbaker avait peu de chance de battre les politiciens libéraux établis et de remporter le soutien des libéraux pour la Chambre des communes ou l'Assemblée législative de la Saskatchewan. L'élection générale saskatchewanaise de 1925 se déroula au début du mois de juin, et les libéraux affirmèrent plus tard que Diefenbaker avait fait campagne pour leur parti. Ce dernier fit cependant un discours devant le comité conservateur le 19 juin, et il fut ensuite choisi le 6 août comme le candidat du parti pour la circonscription de Prince Albert, dont le précédent candidat avait fait moins de 10 %. La campagne qui suivit fut féroce, et Diefenbaker fut qualifié de « Hun » du fait du surnom donné aux Allemands. Lors de l'élection générale du 29 octobre 1925, il arriva troisième, derrière les candidats libéral et progressiste, avec moins de 10 % des voix.
Le vainqueur, Charles McDonald, ne conserva cependant pas son siège très longtemps puisqu'il démissionna pour laisser la place au premier ministre William Lyon Mackenzie King qui venait d'être battu dans son district de York-Nord en Ontario. Les conservateurs ne présentèrent aucun candidat contre Mackenzie King au cours de l'élection partielle du 15 février 1926, et il gagna facilement. Même si les conservateurs arrivèrent en tête lors de l'élection de 1925, Mackenzie King resta premier ministre avec le soutien tacite des progressistes. Il conserva son poste pendant plusieurs mois avant de démissionner lorsque le gouverneur général Julian Byng refusa d'autoriser une dissolution du parlement. Le chef du Parti conservateur, Arthur Meighen, devint premier ministre, mais il fut immédiatement battu à la Chambre des communes, et Byng autorisa finalement une dissolution parlementaire. Diefenbaker fut choisi par le Parti conservateur pour affronter Mackenzie King lors de l'élection de 1926, l'une des rares confrontations entre deux premiers ministres canadiens. Mackenzie King remporta facilement le suffrage et redevint premier ministre.

### Candidat perpétuel (1929-1940)

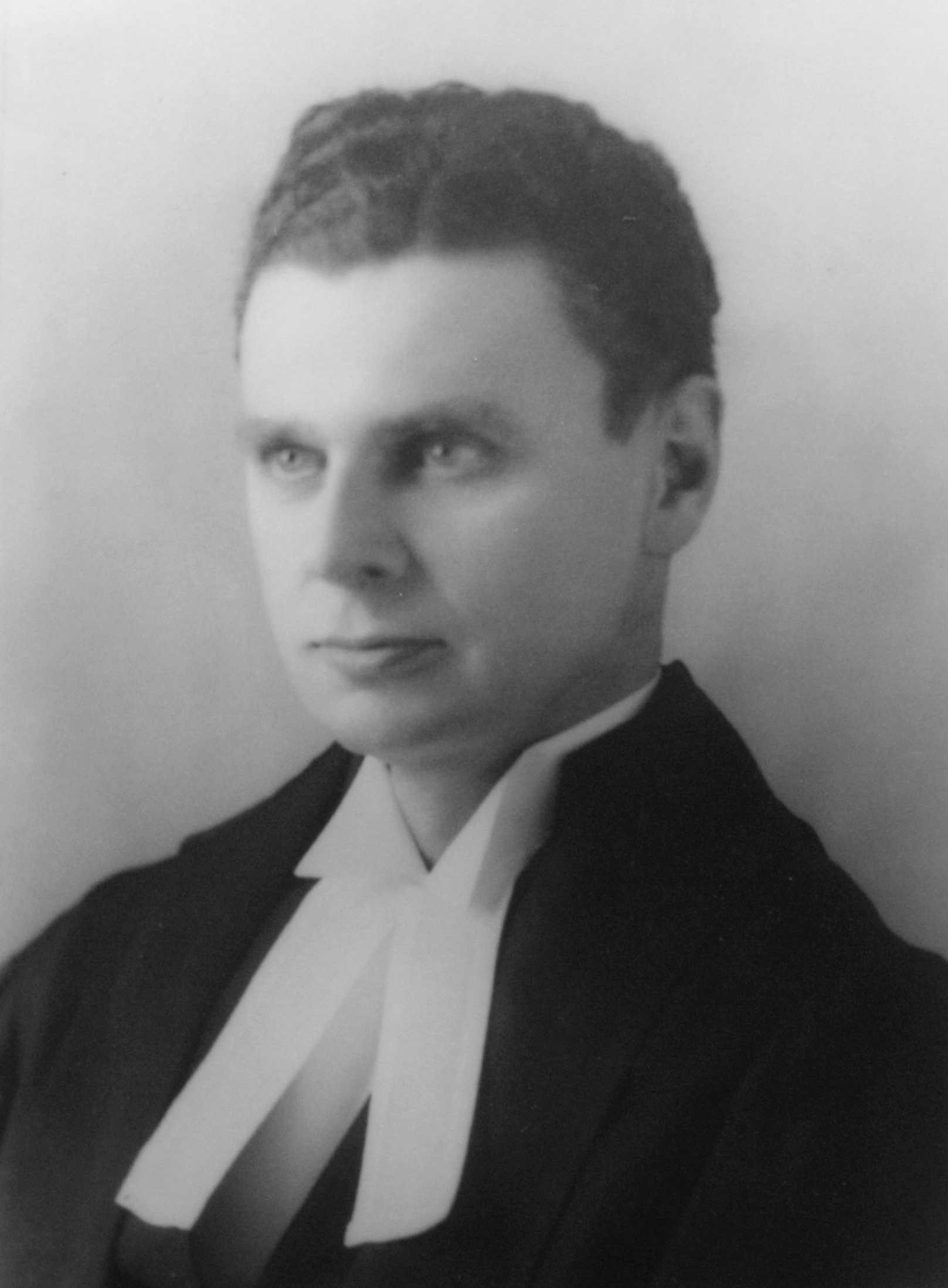
Diefenbaker avec sa robe de conseiller de la Reine en 1929

Diefenbaker fit campagne pour l'Assemblée législative de la Saskatchewan mais fut battu lors de l'élection provinciale de 1929. Les conservateurs de la province parvinrent cependant à former un gouvernement de coalition avec l'aide de petits partis. En tant que candidat conservateur battu pour la circonscription de Prince Albert, il fut nommé conseiller du roi. Trois semaines après sa défaite, il épousa Edna Brower, une enseignante de Saskatoon.
Diefenbaker choisit de ne pas se présenter à la Chambre des communes lors de l'élection fédérale de 1930 en citant des raisons de santé. Les conservateurs remportèrent la majorité au Parlement et le chef du parti, Richard Bedford Bennett devint premier ministre. Diefenbaker poursuivit une carrière juridique de haut niveau et en 1933, il fit campagne pour la mairie de Prince Albert. Il fut battu par 48 voix sur 2 000 bulletins enregistrés.
En 1934, le procureur de la Couronne de Prince Albert démissionna pour devenir le candidat conservateur pour les législatives et Diefenbaker le remplaça. Diefenbaker ne se présenta pas à l'élection provinciale de 1934 au cours de laquelle les conservateurs perdirent l'intégralité de leurs députés. Six jours après l'élection, Diefenbaker démissionna de son poste de procureur de la Couronne. Le gouvernement fédéral de Bennet fut sévèrement battu en 1935, et Mackenzie King redevint premier ministre. Considérant que cela était sans espoir, Diefenbaker déclina la proposition de se présenter contre Mackenzie King à Prince Albert. Dans les derniers jours du gouvernement Bennett, le président du Parti conservateur de la Saskatchewan fut nommé juge et Diefenbaker, qui avait été élu vice-président du parti, devint président intérimaire du parti provincial.
Les conservateurs de la Saskatchewan organisèrent finalement un congrès à la chefferie le 28 octobre 1936. Onze personnes se présentèrent, dont Diefenbaker, mais les dix autres candidats considérèrent que le parti provincial étaient dans un tel état qu'ils retirèrent leur candidature, et Diefenbaker remporta la chefferie par défaut. Il demanda un soutien financier de 10 000 $ au parti fédéral, mais les fonds lui furent refusés, et les conservateurs ne remportèrent aucun siège à l'élection provinciale de 1938. Diefenbaker fut lui-même battu dans le district d'Arm River par 190 voix. Le pourcentage en faveur des conservateurs était passé de 27 % à 12 %, et Diefenbaker présenta sa démission après l'élection lors d'un rassemblement à Moose Jaw mais cela fut refusé. Diefenbaker continua de diriger le parti provincial depuis son cabinet d'avocat et il paya les dettes de son parti avec son propre argent.

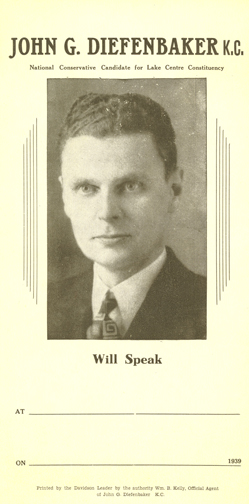
Affiche pour un discours de Diefenbaker de 1939 en prévision de l'élection fédérale de 1940

Diefenbaker envisagea de se présenter pour la circonscription fédérale de Lake Centre mais ne souhaitait pas risquer une querelle interne au parti. Dans ce que son biographe Denis Smith qualifia de « simulacre apparemment élaboré et prémédité », Diefenbaker assista au congrès à la chefferie en tant qu'intervenant principal mais se retira lorsque son nom fut proposé en avançant qu'un candidat local devrait être choisi. Le président du district, W. B. Kelly, fut élu parmi six candidats mais déclina la nomination et pressa les délégués de choisir Diefenbaker, ce qu'ils firent rapidement. Mackenzie King convoqua une élection fédérale pour le 25 mars 1940, et Diefenbaker mena une campagne agressive contre le député en exercice de Lake Centre, le libéral John Frederick Johnston. Il organisa 63 rassemblements et essaya d'obtenir le soutien des autres partis. Il battit Johnston par 280 voix, mais l'élection fédérale fut un désastre pour les conservateurs, qui ne remportèrent que 39 sièges sur les 245 de la Chambre des communes, le résultat le plus faible depuis la création de la Confédération canadienne en 1867.

## Carrière parlementaire (1940-1957)

### Années Mackenzie King (1940-1948)

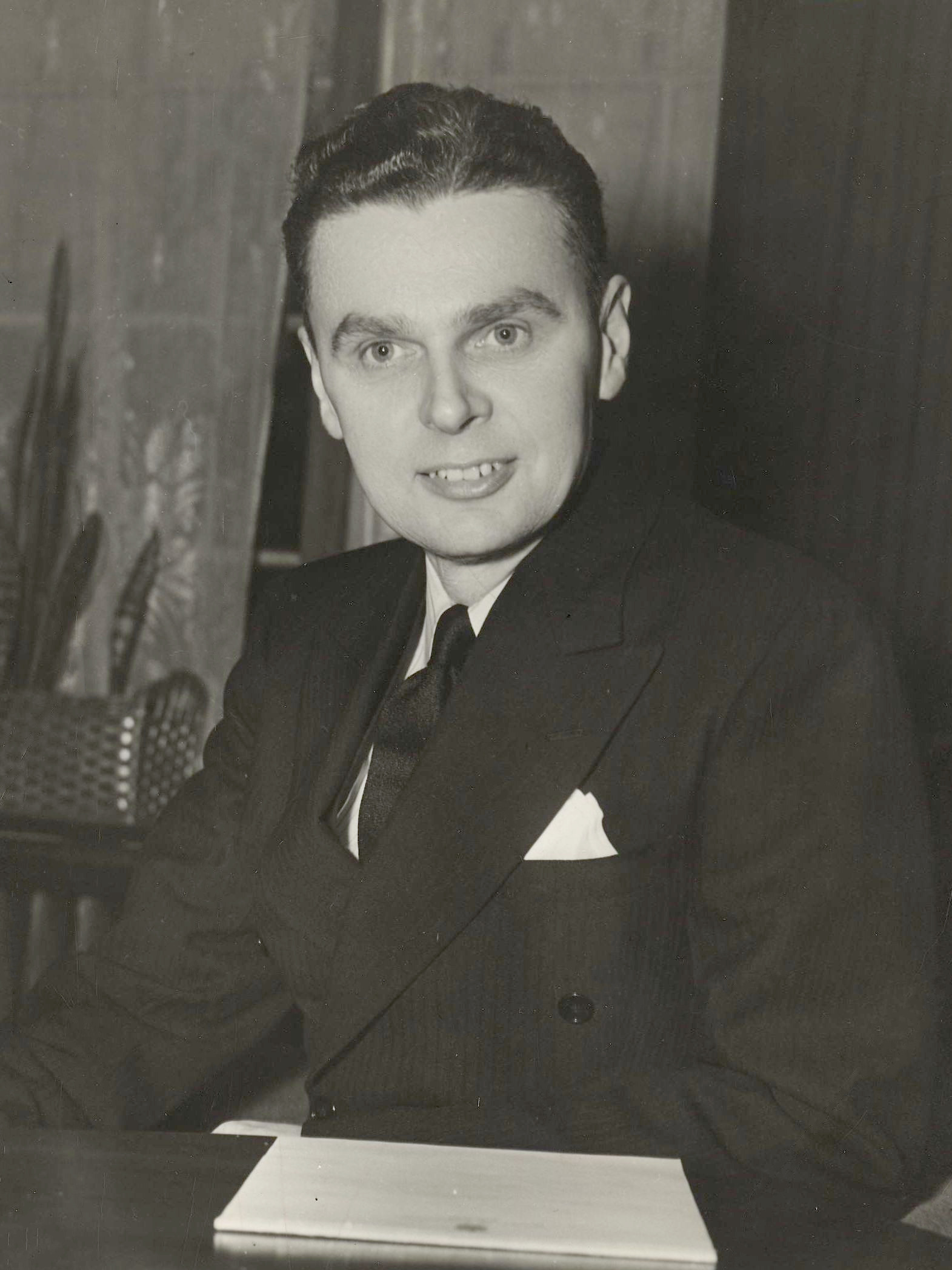
Le nouveau député de Lake Centre en mai 1940

Diefenbaker rejoignit un groupe conservateur diminué et démoralisé à la Chambre des communes. Le chef des conservateurs, Robert James Manion, ne parvint pas à se faire élire à la Chambre lors de cette élection au cours de laquelle les libéraux remportèrent 181 sièges. Les conservateurs cherchèrent à entrer dans la coalition gouvernementale créée pendant la guerre, mais Mackenzie King refusa. La Chambre des communes n'avait qu'un rôle mineur dans l'effort de guerre ; du fait de l'état d'urgence, le Cabinet prenait la plupart des décisions grâce à des ordres en conseil.
Diefenbaker fut nommé au comité de la Chambre sur la Loi sur les mesures de guerre, un comité multipartite chargé d'examiner les règles autorisant les arrestations et les détentions sans procès. Dans son premier discours devant la Chambre le 13 juin 1940, Diefenbaker défendit des restrictions sur ces législations et affirma avec emphase que la plupart des Canadiens de descendance allemande étaient loyaux. Lorsque le gouvernement de Mackenzie King essaya d'éloigner les Canadiens d'origine japonaise de la côte Pacifique, Diefenbaker s'y opposa sans succès, et la plupart d'entre eux furent internés.
Selon son biographe Denis Smith, le député conservateur admirait l'habileté politique de Mackenzie King mais il se révéla être une gêne et la mouche du coche du gouvernement libéral. Irrité par les mots de Diefenbaker et de son collègue conservateur Howard Charles Green, qui cherchaient à censurer son gouvernement, le premier ministre qualifia le groupe conservateur de « pègre ». Lorsque Diefenbaker accompagna deux autres chefs conservateurs à une réunion avec Mackenzie King sur la guerre, le premier ministre éclata de rage, « Que faites-vous ici ? Vous me frappez au cœur à chaque fois que vous parlez ».
En 1941, les conservateurs approchèrent l'ancien premier ministre Meighen, qui avait été nommé sénateur par Bennett, pour qu'il devienne à nouveau le chef du parti. Meighen accepta et démissionna de son poste de sénateur mais perdit une élection partielle en Ontario pour obtenir un siège à la Chambre des communes. Il resta le chef du parti pendant plusieurs mois même s'il ne pouvait pas entrer dans la Chambre des communes. Meighen chercha à pousser les conservateurs vers la gauche pour saper le parti libéral et la Fédération du commonwealth coopératif (FCC), le prédécesseur du Nouveau Parti démocratique (NDP). À cette fin, il essaya de recruter le premier ministre du Manitoba, le libéral-progressiste John Bracken, pour mener les conservateurs. Diefenbaker s'opposa à ce qu'il voyait comme une décision destinée à truquer le choix du parti pour un nouveau chef et se présenta lui-même à la chefferie. Bracken fut élu au second tour, et Diefenbaker se plaça en troisième place dans les deux votes. À la demande de Bracken, le congrès changea le nom du parti en « Parti progressiste-conservateur du Canada ». Bracken choisit de ne pas entrer à la Chambre par une élection partielle, et lorsque les conservateurs élurent un nouveau chef de la Chambre, Diefenbaker fut battu d'une voix.
Bracken fut élu à la Chambre lors de l'élection fédérale de 1945 et pour la première fois en cinq ans, le chef des conservateurs se trouvait à la Chambre des communes. Les progressistes-conservateurs remportèrent 67 sièges, contre 125 pour les libéraux, et les petits partis et indépendants en avaient obtenu 52. Diefenbaker accrut sa majorité à Lake Centre de 1 000 voix et eut la satisfaction de voir Mackenzie King battu à Prince Albert bien que ce soit par un candidat du FCC. Le premier ministre fut reconduit à son poste après avoir été réélu dans une élection partielle en Ontario quelques mois plus tard.
Diefenbaker se tourna vers l'aile populiste du Parti progressiste-conservateur. Même si la plupart des Canadiens se contentaient de se tourner vers le Parlement pour obtenir des protections et des libertés publiques, Diefenbaker demanda la création d'une Charte des droits et libertés, qu'il qualifia de « seul moyen de stopper la marche du gouvernement vers un pouvoir arbitraire ». Il s'opposa aux pouvoirs élargis utilisés par le gouvernement de Mackenzie King pour essayer d'éliminer les espions soviétiques après la guerre comme l'emprisonnement sans procès et se plaignit de la propension du gouvernement à vouloir rendre permanentes les lois d'exception accordées pendant la guerre.

### Candidat à la chefferie (1948-1956)

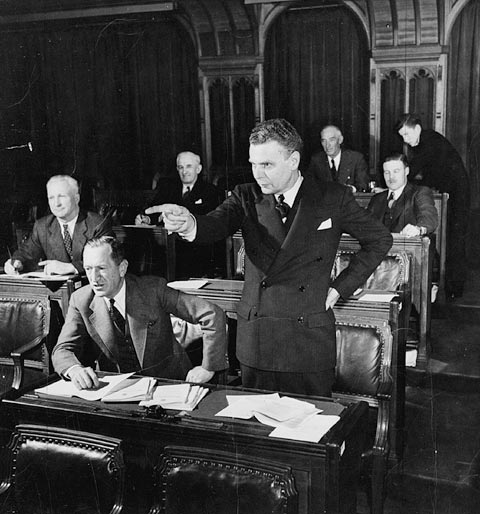
Diefenbaker lors d'une intervention à la Chambre des communes en 1948

Au début de l'année 1948, Mackenzie King, alors âgé de 73 ans, annonça qu'il prenait sa retraite ; Louis St-Laurent lui succéda plus tard dans l'année. Même si Bracken avait presque doublé la représentation des conservateurs à la Chambre, les principaux chefs du parti étaient de plus en plus mécontents de sa direction et ils le pressèrent de démissionner. Ces chefs considéraient que le premier ministre de l'Ontario, George Drew, qui avait remporté trois élections successives dans la province et même fait des incursions dans les circonscriptions francophones, était l'homme qui pourrait mener le Parti progressiste-conservateur à la victoire. Lorsque Bracken démissionna le 17 juillet 1948, Diefenbaker présenta sa candidature. Les soutiens financiers du parti, essentiellement basés à Bay Street, dans le centre-ville de Toronto, préféraient les positions conservatrices de Drew au populisme de Diefenbaker.
Les chefs conservateurs organisèrent un congrès à la chefferie à Ottawa et ont aidé Drew en nommant plus de 300 délégués sans fonctions spécifiques. Un membre cynique commenta que « des délégués fantômes avec des bulletins fantômes marqués de la main invisible et fantomatique de Bay Street vont choisir George Drew et il donnera un discours écrit par un autre qui nous enthousiasmera tous alors que nous marchons d'un pas vif vers la tombe politique ». Drew battit facilement Diefenbaker dès le premier tour. St-Laurent convoqua une élection fédérale pour juin 1949, et les conservateurs ne remportèrent que 41 sièges, seulement deux de plus que lors du nadir de 1940. Malgré de nombreuses tentatives pour rendre les progressistes-conservateurs populaires auprès des Québécois, le parti ne remporta que deux sièges dans la province.
L'historien Peter Newman avança que sans ses nombreuses défaites, Diefenbaker ne serait jamais devenu premier ministre :

« Si, en tant qu'avocat néophyte, il était parvenu à remporter le siège de Prince Albert dans les élections fédérales de 1925 ou 1926… on se serait probablement rappelés de Diefenbaker comme d'un obscur ministre dans le Cabinet de Dépression de Bennett… S'il était devenu maire de sa ville de résidence en 1933… on ne se serait probablement pas du tout souvenu de lui… S'il avait remporté la direction de son parti en 1942, il aurait pris la place de John Bracken dans ses six années de marche vers l'abîme en tant que chef d'un parti qui n'avait pas assez évolué pour suivre un radical des Prairies… [S'il avait battu Drew en 1948, il] aurait été piétiné par la puissance politique de Saint-Laurent dans les campagnes de 1949 et 1953. »

Les libéraux du gouvernement tentèrent à plusieurs reprises de priver Diefenbaker de son siège de parlementaire. En 1948, le district de Lake Centre fut redécoupé pour retirer les bastions de Diefenbaker. Il parvint néanmoins à être réélu en 1949 et il était le seul député PC de la Saskatchewan. En 1952, un comité de redécoupage dominé par les libéraux supprima complètement le district de Lake Centre et répartit les électeurs dans trois autres circonscriptions. Diefenbaker écrivit dans ses mémoires qu'il avait envisagé de quitter la Chambre. Drew ayant uniquement un an de plus que lui, le Saskatchewanais ne semblait pas avoir d'avenir politique, et Diefenbaker avait reçu des propositions tentantes de la part de cabinets d'avocat de l'Ontario. Néanmoins, le charcutage électoral l'ulcéra tellement qu'il décida de se battre pour son siège. Son parti n'avait remporté la circonscription de Prince Albert qu'une seule fois en 1911, mais Diefenbaker décida de se présenter dans ce district pour l'élection fédérale de 1953. Il arriva en tête et conserva ce siège jusqu'à sa mort. Même si Diefenbaker avait soutenu des candidats du parti dans tout le Canada, les progressistes-conservateurs progressèrent peu en ne remportant que 51 sièges, et St-Laurent mena les libéraux à une cinquième majorité consécutive.
Diefenbaker continuait son activité d'avocat et en 1951 attira l'attention du pays en acceptant de représenter la défense dans l'affaire de l'accident ferroviaire de la rivière Canoe, qui avait fait 21 morts, essentiellement des militaires canadiens en partance pour la guerre de Corée. Un jeune opérateur de télégraphe était accusé d'homicide involontaire pour avoir transmis un message incomplet ayant causé la collision de deux trains. Diefenbaker déboursa 1 500 $ et passa un examen symbolique pour rejoindre le barreau de Colombie-Britannique et pouvoir participer au procès. Il parvint à obtenir l'acquittement de son client en montant le jury contre le procureur de la Couronne et en pointant une affaire précédente au cours de laquelle des interférences avaient entraîné une mauvaise transmission.
Edna Diefenbaker consacrait toute son énergie à la carrière de son époux, dont elle écrivait certains discours, mais elle commença à souffrir de problèmes mentaux au milieu des années 1940 et fut placée quelque temps dans une clinique psychiatrique. Elle développa par la suite une leucémie et décéda en 1951. Deux ans plus tard, Diefenbaker épousa Olive Palmer, qu'il avait courtisée alors qu'ils vivaient à Wakaw. Olive Diefenbaker fut l'un des principaux soutiens de son mari, mais aucun enfant ne naquit de ces deux mariages.
Lorsque Drew emmena son parti à un second désastre électoral consécutif en 1953, la presse commença à conjecturer qu'il pourrait être poussé à la démission. Drew refusait cependant de s'écarter, et Diefenbaker s'efforça de ne pas agir d'une manière qui paraîtrait déloyale. À partir de 1955, de plus en plus de conservateurs considéraient que Drew n'était pas capable de mener le parti à la victoire. En même temps, les libéraux s'inquiétaient de l'avenir politique de St-Laurent, qui avait alors 73 ans. En 1956, Drew parvint à affaiblir le gouvernement durant le long débat au sujet du financement du pipeline transcanadien (en). Les libéraux tentèrent de passer en force, mais les conservateurs et les sociaux-démocrates s'allièrent pour bloquer les discussions à la Chambre pendant plusieurs semaines. Diefenbaker joua un rôle relativement mineur dans ce débat et ne prit la parole qu'une seule fois.

### Chef de l'opposition; élection de 1957
En 1956, le Parti Crédit social était devenu un potentiel rival des conservateurs en tant que principal parti de droite du Canada. Le journaliste et écrivain canadien Bruce Hutchison décrivit la situation des conservateurs en 1956 :

« Lorsqu'un parti se qualifiant de conservateur ne pense à rien d'autre que de surenchérir sur les promesses électorales du gouvernement ; lorsqu'il demande des économies dans un souffle et une augmentation des dépenses dans le suivant ; lorsqu'il propose une réduction des impôts immédiates sans tenir compte de ses conséquences inflationnistes… lorsque, en résumé, le Parti conservateur ne nous offre aucune alternative conservatrice après 21 ans… alors notre système politique a désespérément besoin d'une opposition prête à se battre pour quelque chose de plus que l'improbable possibilité d'une victoire rapide. »

En août 1956, Drew tomba malade et de nombreux membres du parti le pressèrent de se retirer puisqu'ils considéraient que le parti besoin d'une direction plus vigoureuse à l'approche des prochaines élections. Il démissionna à la fin du mois de septembre. et Diefenbaker annonça immédiatement sa candidature pour le remplacer. Plusieurs chefs conservateurs, principalement de l'Ontario, lancèrent un mouvement « Stop Diefenbaker » et proposèrent au président de l'université de Toronto, Sidney Earle Smith (en) de se présenter. Lorsque ce dernier déclina l'offre, il n'y avait pas d'autres candidats de sa stature pour s'opposer à Diefenbaker. Lors du congrès à Ottawa en décembre 1956, Diefenbaker arriva largement en tête dès le premier tour, et ses opposants se rallièrent au vainqueur. Ils considéraient en effet que peu importe le chef des conservateurs, Diefenbaker, à 61 ans, Diefenbaker ne mènerait pas le parti au-delà d'une élection générale, qui serait de toute façon remportée par les libéraux.
En janvier 1957, Diefenbaker devint le chef de l'opposition officielle. En février, St-Laurent l'informa que le Parlement serait dissous le 12 avril et que des élections seraient organisées le 10 juin. Le budget présenté par les libéraux en mars fut critiqué par Diefenbaker qui jugeait que les impôts étaient trop élevés et que les retraités et les provinces les plus pauvres n'étaient pas assez soutenus financièrement. St-Laurent était tellement confiant dans la victoire de son parti qu'il ne prit pas la peine de faire des recommandations au gouverneur-général pour pourvoir les seize sièges vacants au Sénat,.
Diefenbaker fit campagne avec un programme centré sur des réformes domestiques. Il proposa de travailler avec les provinces pour réformer le Sénat, une nouvelle politique agricole destinée à stabiliser les revenus des agriculteurs et une réduction de la dépendance envers les États-Unis en renforçant les liens avec le Royaume-Uni. St-Laurent qualifia le programme conservateur de « simple chou à la crème avec plus de vide que de matière ». Diefenbaker et son parti utilisèrent habilement la télévision, et St-Laurent déclara qu'il préférait voir les gens plutôt que de parler à une caméra. Même si les libéraux dépensèrent trois fois plus d'argent que les progressistes-conservateurs, leur campagne manquait, selon Peter Newman, d'imagination et reposait sur le fait de dire aux électeurs qu'il n'y avait pas d'alternatives à la réélection de St-Laurent.
Diefenbaker définit le programme conservateur dans une émission de télévision le 30 avril :

« Il s'agit d'un programme… pour un Canada uni, pour un seul Canada, pour le Canada d'abord, dans tous les aspects de notre vie politique et publique, pour le bien-être de l'homme et de la femme ordinaires. C'est ma façon d'aborder les affaires publiques et celle que j'ai suivi tout au long de ma vie… Un Canada uni d'un océan à l'autre, dans laquelle il y aura la liberté individuelle, la liberté d'entreprise et où il y aura un gouvernement qui, dans toutes ses actions, restera le serviteur et non le maître du peuple. »

Le dernier sondage Gallup avant l'élection donnait les libéraux vainqueurs, avec 48 % des voix, contre 34 % pour les conservateurs. Juste avant l'élection, le journal Maclean's imprima son édition hebdomadaire dont l'éditorial indiquait que la démocratie canadienne était toujours forte malgré une sixième victoire consécutive des libéraux. Dans la nuit de l'élection, l'avance des conservateurs se dessina cependant rapidement avec le gain de deux sièges dans la province traditionnellement libérale de Terre-Neuve. Le parti progressa ensuite de neuf sièges en Nouvelle-Écosse, de cinq au Québec, de 28 en Ontario et d'au moins un siège dans toutes les autres provinces par rapport à 1953. Finalement, les conservateurs remportèrent 112 sièges contre 105 pour les libéraux.
Au niveau national, les libéraux avaient 200 000 voix d'avance sur les conservateurs mais leurs majorités étaient très concentrées au Québec. Les conservateurs n'avaient cependant pas remporté la majorité des sièges à la Chambre, et St-Laurent aurait légalement pu rester premier ministre jusqu'à ce que Diefenbaker puisse le défaire sur le sol de la Chambre. Les petits partis souhaitaient cependant coopérer avec le gouvernement conservateur, et St-Laurent choisit de laisser sa place à Diefenbaker.

## Premier ministre (1957-1963)

### Politique intérieure

#### Gouvernement minoritaire

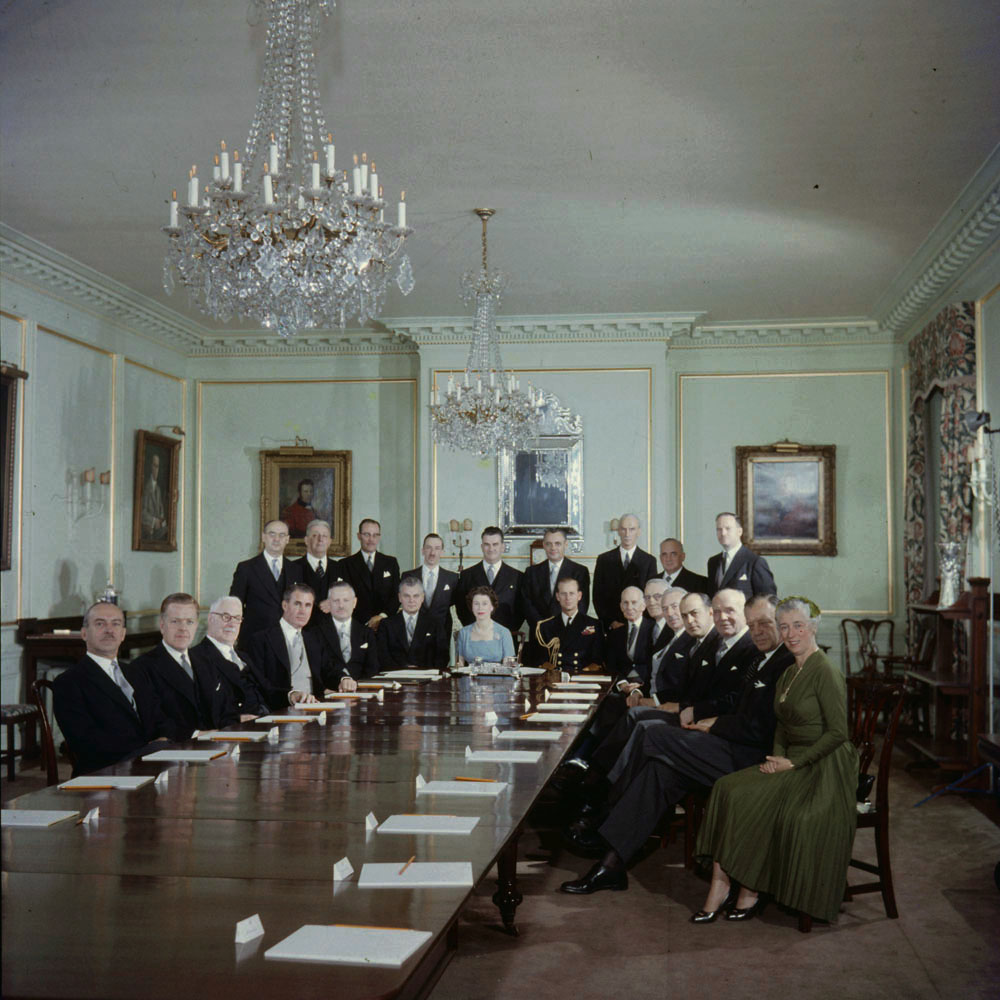
Le gouvernement Diefenbaker avec la reine Élisabeth II et le prince Philip le 14 octobre 1957

Lorsque John Diefenbaker prit ses fonctions de premier ministre du Canada le 21 juin 1957, un seul député progressiste-conservateur, William Earl Rowe, avait une expérience gouvernementale en ayant brièvement participé au gouvernement de Bennett en 1935. Rowe n'était cependant pas un proche de Diefenbaker et ne fut pas nommé dans son administration. Diefenbaker nomma la première femme à un poste ministériel, Ellen Fairclough.
Comme les bâtiments du Parlement avaient été prêtés à l'Union postale universelle pour son XIVe congrès, Diefenbaker fut obligé d'attendre jusqu'à l'automne pour convoquer le Parlement. Le cabinet avait néanmoins approuvé plusieurs mesures pendant l'été, dont une hausse des subventions tarifaires pour le beurre et les volailles et une augmentation du salaire des employés fédéraux. Après l'ouverture le 14 octobre de la 23e législature du Canada par la reine Élisabeth II en personne, le gouvernement minoritaire de Diefenbaker, allié avec le Parti Crédit social, fit passer plusieurs lois, dont des réductions d'impôts et une hausse des pensions aux retraités. L'opposition libérale était inefficace du fait des luttes pour la succession à St-Laurent, qui venait de démissionner de son poste de chef du parti.
Les conservateurs menant dans les sondages, Diefenbaker voulut organiser une nouvelle élection dans l'espoir que son parti remporte la majorité des sièges. À l'époque, il était d'usage que le gouverneur général refuse une dissolution au début d'une législature à moins que le gouvernement n'ait été battu à la Chambre ou que les lois ne soient adoptées qu'à de petites majorités. Diefenbaker chercha un prétexte pour organiser de nouvelles élections.
Une telle excuse se présenta d'elle-même lorsque l'ancien ministre des Affaires étrangères, Lester B. Pearson, assista à sa première session parlementaire en tant que chef de l'opposition le 20 janvier 1958, quatre jours après être devenu chef du Parti libéral. Dans son premier discours, Pearson, qui était récemment revenu d'Oslo, où il avait reçu le prix Nobel de la paix, exigea que les conservateurs rendent le pouvoir aux libéraux sans passer par une élection à cause de la récession économique récente. Pearson avança que l'état de l'économie imposait « un gouvernement prêt à appliquer des politiques libérales ». Les députés conservateurs se moquèrent de Pearson et des membres de la presse qui étaient présents. Pearson écrivit dans ses mémoires qu'il savait que « sa première attaque contre le gouvernement avait été un échec, voire un désastre ». Diefenbaker parla pendant deux heures et trois minutes et ridiculisa son opposition libérale. Il se moqua de Pearson en pointant les contradictions entre son discours au congrès libéral et celui à la Chambre :

« Jeudi, le ton était élevé, le lundi suivant, il est réduit… La seule raison selon laquelle cette motion est rédigée ainsi est que mon honorable collègue tremble lorsqu'il pense à ce qui arrivera dans le cas d'une élection… C'est l'abandon de ses responsabilités par un grand parti. »

Diefenbaker fit la lecture d'un rapport interne rédigé par le gouvernement St-Laurent au début de 1957 annonçant l'approche d'une récession, et il déclara :

« M. le président, de l'autre côté de cette assemblée sont assis les pourvoyeurs de pessimisme qui s'efforcent à des fins politiques, de paniquer le peuple canadien… Ils avaient été avertis… Nous ont-ils prévenu ? Non M. le président, pourquoi ne l'ont-ils pas révélé ? Pourquoi n'ont-ils pas agi alors que la Chambre siégeait en janvier, février, mars et avril ? Ils avaient l'information… Vous avez dissimulé les faits, c'est ce que vous avez fait. »

Selon le ministre des finances, Donald Fleming, « Pearson sembla d'abord guilleret, puis sérieux, puis mal-à-l'aise et finalement écœuré ». Pearson écrivit dans ses mémoires que le premier ministre « l'avait réduit en pièces ». Le député libéral Paul Martin père (dont le fils, Paul Martin, sera premier ministre de 2003 à 2006) qualifia la réponse de Diefenbaker de « l'un des plus grands discours dévastateurs » et de l'« l'heure de gloire de Diefenbaker ». Le 1er février, Diefenbaker demanda au gouverneur général Vincent Massey de dissoudre le Parlement en avançant que si St-Laurent avait promis de coopérer, il était clair que Pearson n'était pas du même avis. Massey accepta la dissolution, et Diefenbaker annonça la tenue d'une élection le 31 mars 1958,.

#### Élection de 1958
La campagne des progressistes-conservateurs pour l'élection de 1958 entraîna une forte effervescence populaire. Lors du premier rassemblement de la campagne à Winnipeg le 12 février, l'affluence fut telle que les portes d'entrée de la salle durent être fermées ; elles furent rapidement enfoncées par la foule cherchant à rentrer. Diefenbaker appela à une « nouvelle vision. Un nouvel espoir. Une âme nouvelle pour le Canada ». Il promit d'ouvrir le Nord canadien pour exploiter ses ressources et développer les implantations. La conclusion de son discours exposa ce qui devint connu comme la « Vision » :

« Voici la vision : Un seul Canada. Un seul Canada où les Canadiens prendront le contrôle de leur destinée économique et politique. Sir John A. Macdonald avait une vision du Canada qui allait d'Est en Ouest. Je vois un nouveau Canada, un Canada du Nord. Ceci est la vision ! »

Pierre Sévigny, qui fut élu député en 1958, se rappela le rassemblement, « lorsqu'il a terminé ce discours et qu'il marchait vers la sortie, j'ai vu des gens s'agenouiller et embrasser sa veste. Pas un mais beaucoup. Les gens étaient en pleurs. Les gens étaient en délire. Et cela s'est reproduit plus d'une fois par la suite ». Lorsque Sévigny introduisit Diefenbaker pendant un rassemblement à Montréal avec les mots « Levez-vous, levez-vous, saluez votre chef ! », le ministre des postes, William McLean Hamilton, rapporta que « les milliers et des milliers de personnes serrées dans cet auditorium sont devenues complètement frénétiques ». Michael Starr se rappela que « ce fut la plus extraordinaire des élections… Je suis allé dans des petites villes. Smoky Lake en Alberta, où personne n'avait jamais vu de ministre. Canora en Saskatchewan. Chaque assemblée était pleine à craquer… Les salles étaient bondées et au premier rang se trouvaient des immigrants ukrainiens avec leurs châles et leurs mains déformées par le travail… Je passais à l'ukrainien et leurs yeux commençaient à se remplir de larmes… »
À l'inverse, la campagne des libéraux et de Pearson fut bien plus terne. Le chef du parti critiqua Diefenbaker pour avoir convoqué une élection pendant l'hiver, ce qui était généralement peu apprécié du fait des difficultés pour se déplacer, et essaya d'en faire l'un des sujets de l'élection. Les électeurs furent peu convaincus, et l'affirmation ne servit qu'à rappeler à l'électorat que les libéraux avaient demandé une élection lors de leur congrès. Pearson se moqua des ambitions de Diefenbaker pour le nord et fut attaqué par le premier ministre pour sa condescendance. Le chef des libéraux ne parlait qu'à de petites foules calmes et quittait rapidement les lieux après son discours. Le jour de l'élection, Pearson ne se faisait aucune illusions sur le résultat et n'espérait sauver que 100 sièges.
Le 31 mars 1958, les progressistes-conservateurs remportèrent la plus large majorité de l'histoire canadienne, avec 208 sièges contre 48 pour les libéraux, 8 pour les sociaux-démocrates et aucun pour le Crédit social. Le parti remporta la majorité des suffrages et des sièges dans toutes les provinces sauf le la Colombie-Britannique et de Terre-Neuve. L'Union nationale, qui dirigait le Québec, avait peu soutenu le parti, mais devant la popularité de Diefenbaker chez les électeurs québécois, le premier ministre Maurice Duplessis utilisa son influence pour l'aider.

#### Mandat (1958-1962)
La situation économique avait commencé à se dégrader au Canada en 1958. Du fait des réductions d'impôts votées l'année précédente, le budget présenté par le gouvernement envisageait un léger déficit pour l'année fiscale 1957-1958 et des pertes plus importantes, de 648 millions, l'année suivante. Le ministre des finances Fleming et le gouverneur de la Banque du Canada, James Coyne, proposèrent que les obligations de guerre, qui composaient les deux tiers de la dette nationale et devaient être rachetées avant 1967, soient refinancées sur un plus long terme. Après une grande indécision de la part de Diefenbaker, une campagne nationale fut organisée, et 90 % des obligations furent prolongées. Cette transaction entraîna cependant une forte hausse de la masse monétaire, qui handicapa les efforts ultérieurs du gouvernement pour répondre à la question du chômage.
En tant qu'avocat et député de l'opposition, Diefenbaker était un défenseur de longue date des libertés civiques. Le 1er juillet 1960, jour de la fête nationale, il présenta la déclaration canadienne des droits devant le Parlement ; la loi fut rapidement votée et promulguée le 10 août. Le document était destiné à garantir les libertés fondamentales et en particulier les droits des accusés. Cependant, il ne s'agissait que d'une simple loi fédérale pouvant être amendée par une autre législation et la question des libertés civiques reposait essentiellement sur les règles provinciales. Un avocat nota que le document donnait des droits à tous les Canadiens « à condition qu'ils ne vivent pas une de nos provinces ». Diefenbaker nomma également le premier Autochtone au Sénat, James Gladstone (en), en janvier 1958, et en 1960 son gouvernement retira toutes les restrictions au droit de vote des Autochtones.
Diefenbaker appliqua sa politique d'« un seul Canada » visant à obtenir l'égalité de tous les Canadiens. Pour cette raison, il était peu disposé à faire des concessions particulières envers les francophones du Québec. Thomas van Duren, qui fut assistant de Diefenbaker et écrivit un livre sur lui, exposa l'opinion du premier ministre sur cette question :

« Il ne doit y avoir aucun compromis sur l'existence du Canada en tant que nation. l'opting out, deux drapeaux, deux régimes de retraite, des États associés et tous les autres équipements du dualisme politique ouvriraient la voie vers la sortie du Québec de la Confédération du point de vue institutionnel. Il ne pouvait pas accepter une quelconque théorie sur deux nations, peu importe sa formulation, car cela ferait de ceux ni français, ni anglais des citoyens de seconde classe. »

Le refus de Diefenbaker de faire des concessions, associé à la désintégration de l'Union nationale, l'échec conservateur à construire une machine politique efficace au Québec et le manque de francophones au sein du Cabinet menèrent à une érosion du soutien aux progressistes-conservateurs au Québec. Diefenbaker recommanda néanmoins le choix du premier gouverneur général francophone, Georges Vanier.

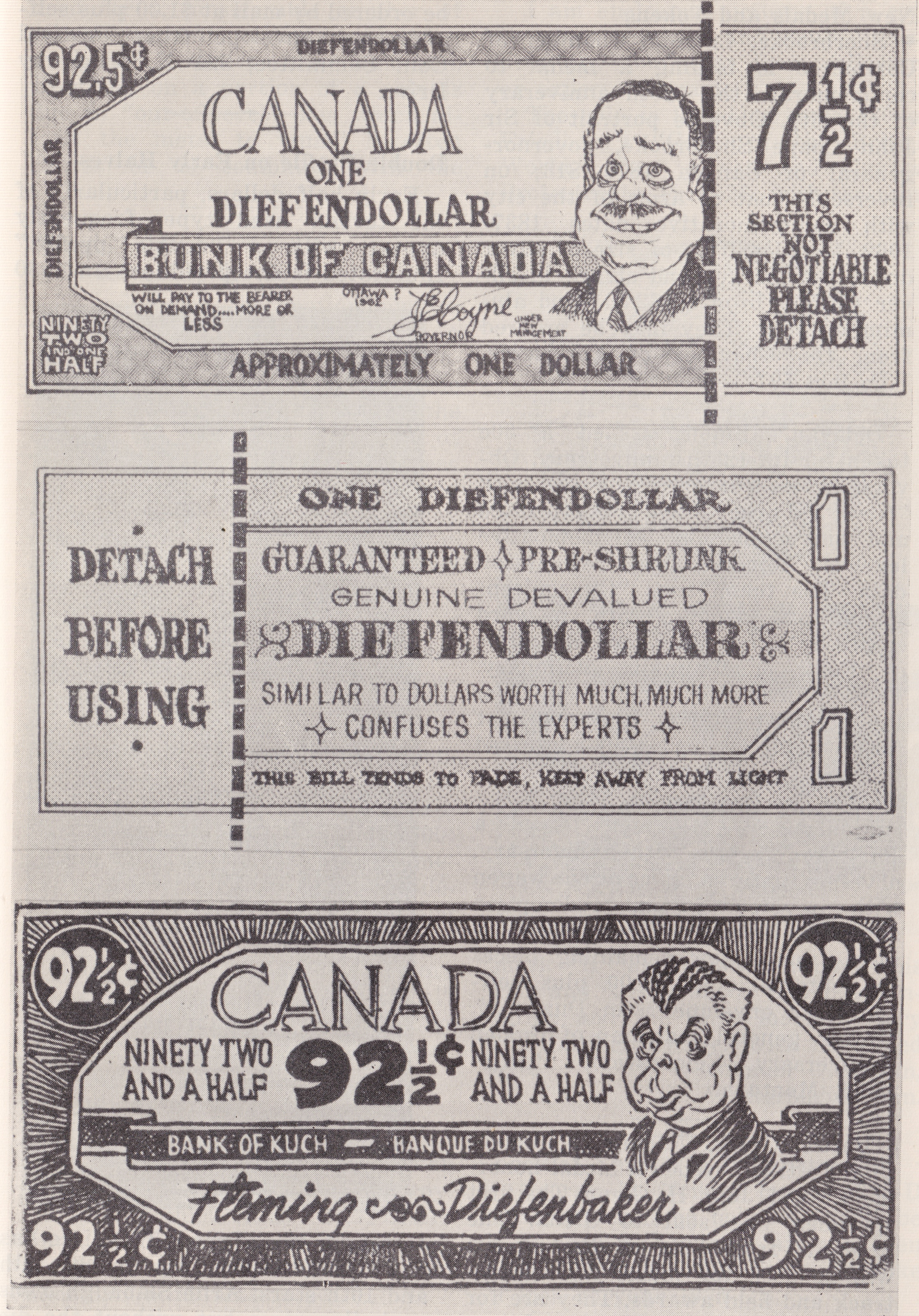
Trois « Diefendollars » utilisés pour ridiculiser Diefenbaker durant la campagne de 1962.

Au milieu de 1961, les différences d'opinions au sujet de la politique monétaire entraînèrent un conflit entre Diefenbaker et Coyne, qui adhérait à une politique de rareté de l'argent. Nommé par St-Laurent pour un mandat se terminant en décembre 1961, Coyne ne pouvait être limogé que par une décision du Parlement. Coyne défendit sa position en donnant des discours publics ce qui entraîna la colère du gouvernement. Le Cabinet fut également irrité d'apprendre que Coyne et son comité avaient voté des changements au régime de retraite de la banque, qui augmentaient fortement sa pension sans publier les décisions dans la Gazette du Canada comme imposé par la loi. Les négociations entre le ministre des finances Fleming et Coyne pour obtenir la démission de ce dernier échouèrent, et le gouverneur rendit cette dispute publique, et Diefenbaker essayait de le limoger par la voie parlementaire. Diefenbaker parvint à faire voter cette loi à la Chambre, mais le Sénat, contrôlé par les libéraux, invita Coyne à témoigner devant l'un de ses comités. Après avoir offert une tribune au gouverneur contre le gouvernement, le comité ne prit aucune décision en indiquant que Coyne n'avait rien fait de mal. Ayant eu l'occasion de témoigner, ce qui lui avait été refusé à la Chambre, Coyne démissionna tout en conservant sa pension augmentée, et le gouvernement fut sévèrement critiqué par la presse.
Lorsque Diefenbaker convoqua des élections pour le 18 juin 1962, son parti avait été affaibli par la perte du soutien du Québec et des zones urbaines du fait de la déception grandissante des électeurs. La campagne des progressistes-conservateurs fut gênée lorsque la Banque du Canada fut obligée de dévaluer le dollar canadien à 0,925 dollars américains alors qu'il avait fréquemment été à égalité. Des faux billets de banque satiriques appelés Diefendollars (« dollars de Diefenbaker ») valant « approximativement un dollar » furent distribués par ses opposants. Le jour de l'élection, les progressistes-conservateurs perdirent 92 sièges mais parvinrent à former un gouvernement minoritaire, et le Nouveau Parti démocratique (successeur du FCC) et le Parti Crédit social jouaient le rôle d'arbitres au Parlement.

### Politique étrangère

#### Royaume-Uni et Commonwealth

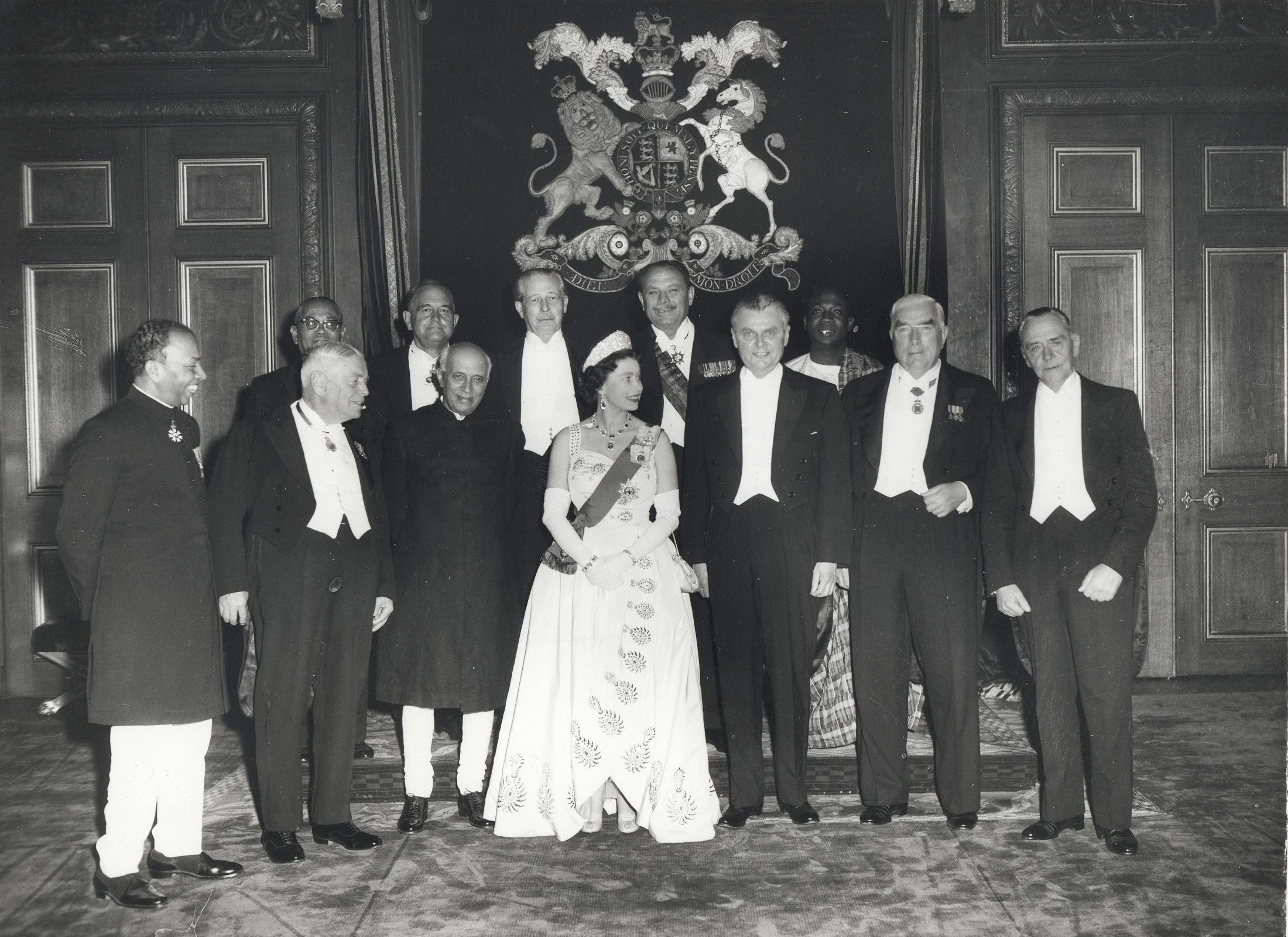
Diefenbaker se tient à droite de la reine Élisabeth II lors de la conférence du Commonwealth en 1960.

Diefenbaker participa à une réunion des premiers ministres du Commonwealtth à Londres peu après son élection au poste de premier ministre en 1957. Il fit les gros titres en proposant que 15 % des importations canadiennes de produits américains soient remplacés par des marchandises britanniques. Le Royaume-Uni répondit avec une offre d'accord de libre-échange, qui fut rejetée par les Canadiens. Comme le gouvernement britannique de Harold Macmillan cherchait à rejoindre la Communauté économique européenne, Diefenbaker craignait que les exportations canadiennes au Royaume-Uni soient menacées. Il considérait également que le pays d'origine du Canada devait accorder la priorité au Commonwealth et chercha à décourager l'entrée britannique. Les Britanniques furent agacés par les interférences canadiennes, mais leurs premières tentatives pour rejoindre la Communauté furent refusées par le président français, Charles de Gaulle.
Jusqu'en 1959, le gouvernement de Diefenbaker avait pour politique de ne pas critiquer l'Afrique du Sud et sa politique d'apartheid. Sur ce point, il avait l'appui des libéraux mais pas celui du chef du FCC, Hazen Argue. En 1960, l'Afrique du Sud demanda à la conférence des premiers ministres du Commonwealth de maintenir son adhésion au Commonwealth même si les électeurs blancs annulaient le statut de dominion pour celui de république lors d'un référendum prévu dans l'année. Diefenbaker exprima en privé son dégoût de l'apartheid au ministre des affaires étrangères sud-africain, Eric Louw, et le pressa de donner une représentation minimale aux noirs et métis d'Afrique du Sud. Louw, qui participa à la conférence à la place du premier ministre Hendrik Verwoerd, qui avit été blessé lors d'une tentative d'assassinat, refusa. La conférence refusa de se prononcer à l'avance, ce qui aurait interféré avec les politiques intérieures de l'Afrique du Sud.
Le 5 octobre 1960, 52 % des électeurs blancs d'Afrique du Sud décidèrent de faire du pays une république. À la conférence des premiers ministres en 1961, Verwoed demanda formellement le maintien de l'Afrique du Sud dans le Commonwealth. Les premiers ministres étaient divisés, et Diefenbaker sortit de l'impasse en proposant que la conférence ne rejette pas la demande sud-africaine mais qu'elle déclare dans un communiqué que l'égalité raciale était un principe de l'organisation. Cela fut adopté malgré les réticences du Royaume-Uni et de la Nouvelle-Zélande. L'Afrique du Sud ne pouvant accepter cette décision, elle retira sa demande. Selon Peter Newman, cela fut « la plus importante contribution de Diefenbaker à la politique internationale… Diefenbaker rentra au Canada comme un héros ».

#### États-Unis

##### Administration Eisenhower

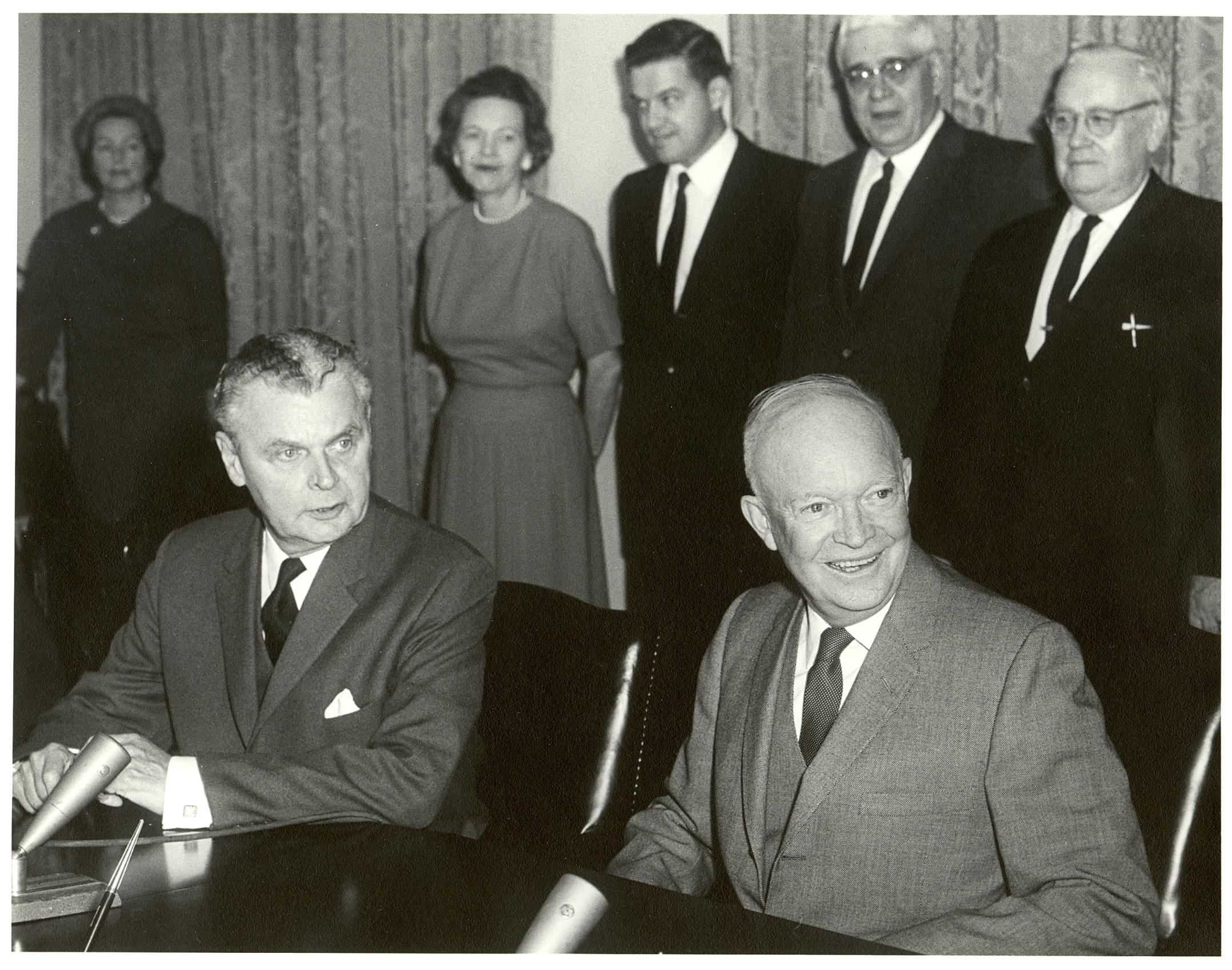
Diefenbaker (à gauche) et le président américain Dwight Eisenhower signent le traité du fleuve Columbia en 1961.

Les officiels américains furent déçus de la victoire de Diefenbaker en 1957 puisqu'ils considéraient qu'il avait fait preuve d'antiaméricanisme durant sa campagne. Après des années de pouvoir par les libéraux, un membre du département d'État américain nota que « nous allons devoir travailler avec des inconnus ». De même le raz-de-marée conservateur en 1958 fut peu apprécié des représentants américains, qui connaissaient et appréciaient Pearson pour ses actions diplomatiques et considéraient que les libéraux seraient plus à même de suivre des politiques pro-américaines. Le président américain, Dwight Eisenhower, fit cependant tout son possible pour créer de bonnes relations avec Diefenbaker. Les deux hommes se découvrirent de nombreux points communs ; ils avaient tous deux grandi dans un milieu rural dans l'Ouest et aimaient pêcher et Diefenbaker admirait des chefs de guerre comme Eisenhower et Churchill. Diefenbaker écrivit dans ses mémoires, « je pourrais ajouter que le président Eisenhower et moi-même nous sommes appelés par nos prénoms dès notre première rencontre et que nous étions aussi proches que le téléphone le plus proche ». Les relations entre les deux hommes étaient suffisamment étroites pour que le susceptible Diefenbaker ferme les yeux sur certaines paroles. Lorsque Eisenhower s'adressa au Parlement en octobre 1958, il minimisa les inquiétudes exprimées publiquement par Diefenbaker sur les échanges commerciaux. Diefenbaker ne dit rien et emmena le président à la pêche.
Diefenbaker avait accepté de rejoindre les États-Unis dans ce qui fut appelé le NORAD, un système de défense de l'espace aérien, au milieu de l'année 1957. Malgré les appréhensions libérales sur le fait que Diefenbaker avait engagé le Canada sans consulter le Cabinet ou le Parlement, Pearson et ses partisans votèrent la création du NORAD en juin 1958.
En 1959, le gouvernement Diefanbaker annula le développement et la production de l'Avro CF-105 Arrow. L’Arrow était un intercepteur supersonique construit par Avro Canada (en) à Malton (Ontario) afin de défendre le Canada dans le cas d'une attaque soviétique. Le développement de l'appareil avait commencé en 1953 et rencontrait de nombreux problèmes techniques et budgétaires. En 1955, l'Aviation royale du Canada indiqua qu'elle n'aurait besoin que de neuf escadrons d’Arrow contre les vingt initialement prévus. Selon Clarence Decatur Howe, ancien ministre de la Production de défense, le gouvernement St-Laurent avait de sérieux doutes sur l'utilité du programme Arrow et prévoyait son annulation après l'élection de 1957. Durant la campagne de 1958, trois sièges conservateurs étaient menacés dans la région de Malton, et le gouvernement Diefenbaker autorisa de nouveaux financements. Même si les premiers vols d'essais furent réussis, le gouvernement américain refusa d'acheter des appareils canadiens.
En septembre 1958, Diefenbaker annonça que le programme Arrow ferait l'objet d'une évaluation complète sous six mois. Avro Canada commença à chercher d'autres projets, dont un programme de soucoupes financé par les États-Unis, qui déboucha sur le VZ-9 Avrocar, et lança également une campagne de relations publiques agressive pour exiger la production de l’Arrow. Le 20 février 1959, le cabinet décida d'annuler le programme à la suite de l'autorisation donnée aux États-Unis pour installer deux bases de missiles CIM-10 Bomarc au Canada. Avro Canada licencia immédiatement ses 14 000 employés et accusa Diefenabaker pour les licenciements même si l'entreprise réembaucha 2 500 personnes pour assumer ses autres obligations.
Même si Eisenhower et Diefenbaker entretenaient de bonnes relations, les officiels américains commencèrent à s'inquiéter de ce qu'ils considéraient comme de la procrastination canadienne sur des questions essentielles comme la participation du Canada à l'Organisation des États américains (OEA). Des discussions sur ces points en juin 1960 furent peu fructueuses. Diefenbaker espérait que le vice-président américain Richard M. Nixon remporterait l'élection présidentielle de 1960 mais félicita son adversaire démocrate, John F. Kennedy, lorsqu'il accéda à la présidence. Kennedy ne répondit que deux semaines plus tard, lorsque des officiels canadiens lui demandèrent ce qui était advenu de la lettre de Diefenbaker. Celui-ci, pour qui cette correspondance était très sérieuse, fut vexé par la lenteur de la réponse du président élu. En janvier 1961, Diefenbaker se rendit à Washington pour signer le traité du fleuve Columbia mais cela fut le seul résultat de cette visite du fait de la fin de la présidence Eisenhower.

##### Administration Kennedy

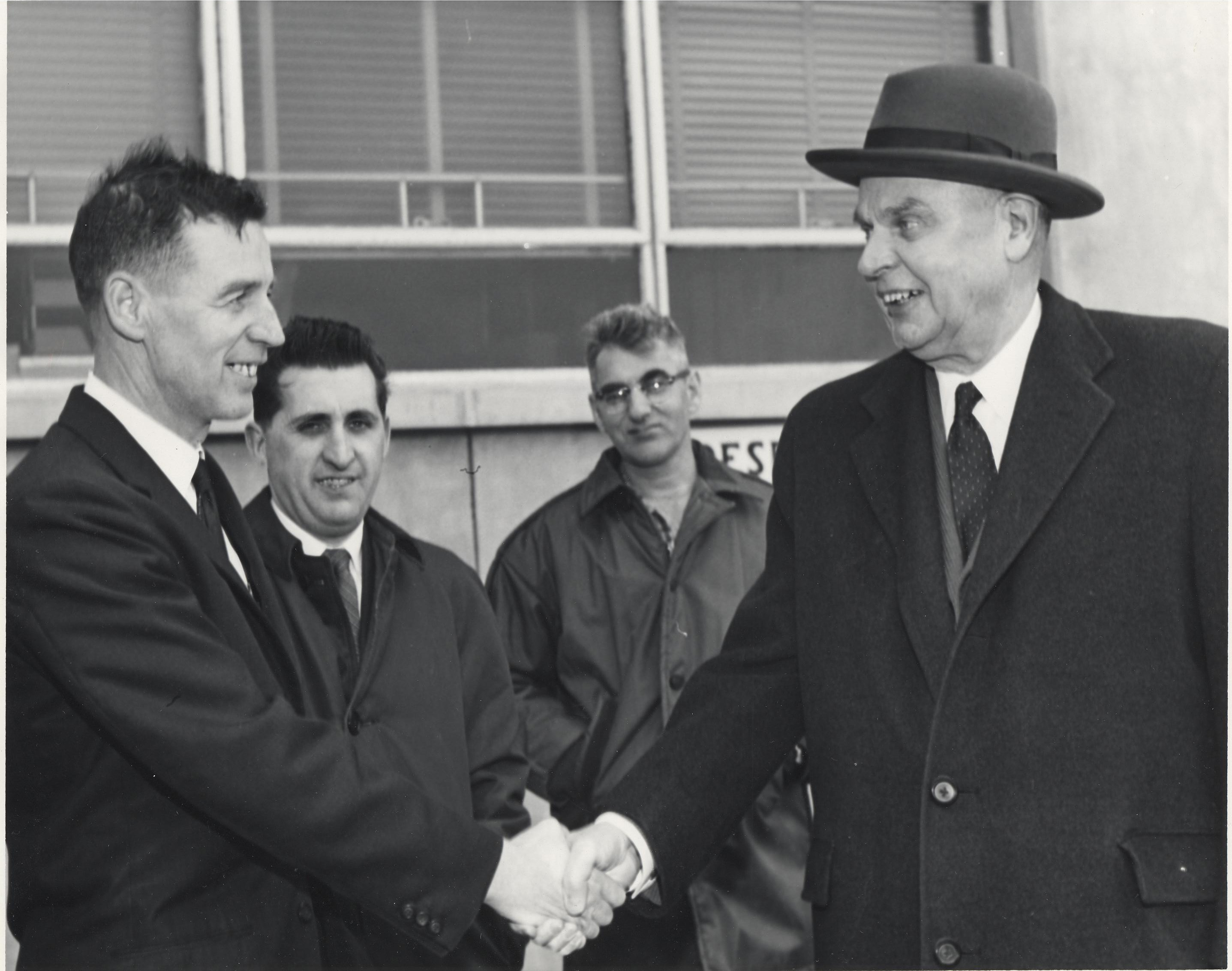
Diefenbaker (à droite) à la Base navale Argentia à Terre-Neuve durant la campagne de 1962.

Les relations furent tendues dès le départ, Kennedy prononçant mal le nom de Diefenbaker lors d'une conférence de presse annonçant la visite du premier ministre à Washington en février 1961. Diefenbaker était furieux et demanda au Cabinet s'il fallait envoyer une note de protestation à Washington ; ses collègues décidèrent de ne pas commenter l'incident. Lorsque les deux hommes se rencontrèrent le 20 février, Diefenbaker fut impressionné par Kennedy et l'invita à se rendre à Ottawa. Le président Kennedy déclara cependant à ses assistants qu'il ne voulait « plus jamais voir cet ennuyeux fils de pute ». La visite à Ottawa commença également mal. Kennedy refit la même erreur de prononciation du nom de Diefenbaker et déclara qu'après avoir entendu le français, notoirement mauvais, du premier ministre, il ne savait pas s'il devait faire de même, son accent étant tout aussi mauvais. Après sa rencontre avec Diefenbaker, Kennedy laissa accidentellement une note préparatoire suggérant qu'il « presse » Diefenbaker sur plusieurs points dont le déploiement d'armes nucléaires sur le sol canadien, une question qui divisait profondément le cabinet. Diefenbaker fut également agacé par le discours de Kennedy devant le Parlement dans lequel il pressa le Canada de rejoindre l'OEA, ce que Diefenbaker avait déjà refusé, et par le fait que le président passa la plus grande partie du dîner à discuter avec Pearson, le chef de l'opposition,. De leur côté, Kennedy et son épouse, Jackie, furent ennuyés par les anecdotes de Diefenbaker sur Churchill lors du dîner, et Jackie qualifia par la suite ces histoires de « pénibles ».
Diefenbaker était initialement favorable à la proposition de Kennedy de déployer des armes nucléaires au Canada dans le cadre du NORAD. Il fut cependant ulcéré lorsqu'une lettre de Kennedy le pressant d'accepter fut publiée dans la presse le 3 août 1961 et retira son soutien. Le premier ministre fut également influencé par une large manifestation antinucléaire organisée sur la colline du Parlement et reçut une pétition signée par 142 000 personnes. En 1962, le gouvernement américain devint de plus en plus inquiet du manque d'engagement canadien au sein du NORAD. Les intercepteurs et les missiles Bomarc que recevaient le Canada en tant que membre du NORAD étaient peu ou pas utiles sans armes nucléaires. Les militaires canadiens et américains lancèrent une campagne de communication discrète pour défendre le déploiement de têtes nucléaires.
Diefenbaker fut également ulcéré quand Pearson fut invité à la Maison-Blanche en avril pour participer à un dîner pour les prix Nobel et s'entretint en privé avec le président pendant 40 minutes. Lorsque le premier ministre rencontra l'ancien ambassadeur américain Livingston Merchant, il lui montra avec colère la note que Kennedy avait laissé derrière lui et indiqua qu'il pourrait en faire usage lors de la campagne électorale à venir. Le compte-rendu de Merchant provoqua la consternation à Washington, et l'ambassadeur fut renvoyé au Canada. Il rencontra à nouveau Diefenbaker, cette fois plus calme, et le premier ministre promit de ne pas utiliser la note et de prévenir Merchant s'il changeait d'avis. En 1958, le Canada nomma un nouvel ambassadeur à Washington, Charles Ritchie, qui fut accueilli fraîchement par Kennedy et nota que la querelle affectait les progrès sur d'autres points.
Même si Kennedy s'appliqua à ne pas se prononcer durant la campagne pour l'élection canadienne de 1962, il autorisa son sondeur, Louis Harris, à travailler clandestinement pour les libéraux. À plusieurs reprises durant la campagne, Diefenbaker déclara que l'administration Kennedy souhaitait sa défaite puisqu'il refusait de « s'incliner devant Washington ». Les conservateurs parvinrent à former un nouveau gouvernement de minorité, mais Diefenbaker, confronté à la division de son cabinet, continua de temporiser sur le déploiement d'armes nucléaires dans l'espoir que le temps et les événements permettraient d'obtenir un consensus.
Lors de la crise des missiles de Cuba, en octobre 1962, Kennedy choisit de ne pas consulter Diefenbaker avant de prendre ses décisions. Le président américain envoya l'ancien ambassadeur Merchant à Ottawa pour informer le premier ministre du contenu du discours que Kennedy allait prononcer à la télévision. Diefenbaker fut ulcéré à la fois par le manque de consultation et par le fait qu'il n'avait reçu le texte que deux heures avant l'allocution. Il fut à nouveau irrité lorsque le gouvernement américain publia une déclaration indiquant qu'il avait le plein soutien du Canada. Dans un discours devant la Chambre des communes, Diefenbaker proposa d'envoyer des émissaires de nations neutres à Cuba pour vérifier les affirmations américaines, ce que Washington considéra comme une remise en question de la parole de Kennedy.
Lorsque les forces américaines passèrent au niveau d'alerte DEFCON 3, Diefenbaker n'ordonna pas immédiatement aux forces canadiennes de faire de même. Le ministre de la Défense, Douglas Harkness, et les chefs d'état-major avait cependant ordonné aux forces canadiennes de passer clandestinement à ce niveau d'alerte et Diefenbaker accepta le passage à un niveau supérieur. La crise se termina sans guerre, les sondages indiquèrent que les actions de Kennedy étaient largement soutenues par les Canadiens et Diefenbaker fut sévèrement critiqué dans les médias.

### Chute

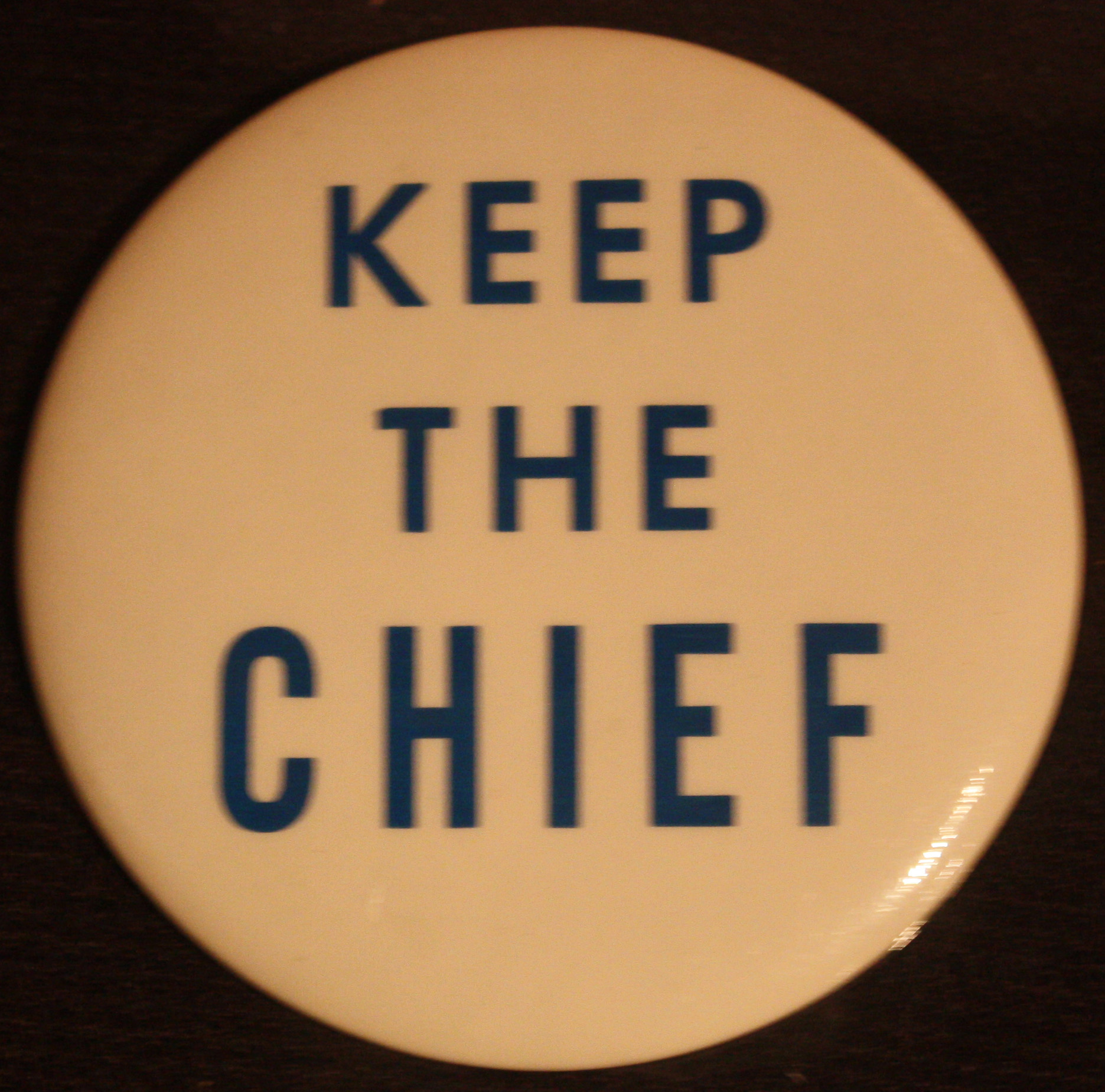
Badge en faveur de la réélection de Diefenbaker

Le 3 janvier 1963, le commandant suprême de l'OTAN, le général Lauris Norstad, se rendit à Ottawa au cours d'une série de visites à des membres de l'alliance avant son départ à la retraite. Au cours d'une conférence de presse, Norstad déclara que si le Canada n'acceptait pas le déploiement d'armes nucléaires sur son sol, il ne pourrait pas respecter ses engagements au sein de l'OTAN. Les journaux de tout le pays critiquèrent Diefenbaker, qui était convaincu que la déclaration faisait partie d'un complot de Kennedy pour faire tomber son gouvernement. Même si les libéraux avaient auparavant été hésitants sur la question des armes nucléaires, Pearson donna un discours le 12 janvier déclarant que le gouvernement devait respecter les engagements qu'il avait pris.
Le cabinet étant toujours divisé, Diefenbaker réalisa un discours devant la Chambre des communes le 25 janvier que Fleming (alors ministre de la Justice) qualifia de « modèle d'obscurcissement ». Harkness était initialement convaincu que Diefenbaker avait dit qu'il soutiendrait les armes nucléaires au Canada. Après avoir parlé dans la presse, il réalisa que cette interprétation du discours n'était pas universellement partagée et demanda des précisions à Diefenbaker. Ce dernier continua cependant d'esquiver et d'éviter de se prononcer trop définitivement. Le 30 janvier, le département d'État américain délivra un communiqué de presse suggérant que le discours de Diefenbaker devant la Chambre des communes était inexact. Cela revenait implicitement à traiter le premier ministre de menteur, et pour la première fois de son histoire, le Canada rappela son ambassadeur à Washington pour protester. Même si tous les partis condamnèrent l'action du département d'État, l'opposition demanda à Diefenbaker de prendre une position claire sur la question des armes nucléaires.
Les fortes divisions au sein du Cabinet continuaient et Diefenbaker réfléchissait à la possibilité de convoquer une élection sur la question de l'interférence américaine dans les politiques canadiennes. Au moins six membres du Cabinet étaient favorables au renvoi de Diefenbaker. Lors d'une réunion tendue du Cabinet le dimanche 3 février, Harkness dit au premier ministre qu'il n'avait plus la confiance du peuple canadien et démissionna. Diefenbaker demanda aux ministres le soutenant de se lever, et quand seulement la moitié d'entre eux le fit, il annonça qu'il allait présenter sa démission au gouverneur général et que Fleming serait le prochain premier ministre. Le ministre des affaires étrangères, Howard Green, qualifia le Cabinet de « nid de traîtres », mais les esprits se calmèrent et Diefenbaker fut pressé de revenir et d'affronter une motion de censure prévue pour le lendemain. Harkness ne revint cependant pas sur sa démission. Les négociations avec le Parti Crédit social, qui avait suffisamment de voix pour sauver le gouvernement, échouèrent, et le gouvernement fut battu par 142 voix contre 111.
Deux membres du gouvernement démissionnent le lendemain. Au début de la campagne, les conservateurs étaient très en retrait dans les sondages, et Pearson et les libéraux se demandaient uniquement de quelle taille serait leur future majorité. Peter Stursberg, qui écrivit deux livres sur les années Diefenbaker, décrivit cette campagne :

« Le vieux Diefenbaker donnait de la voix. Toute l'angoisse de la désintégration de son gouvernement était partie et il semblait être un géant revigoré par son contact avec le peuple. Ce fut la plus belle élection de Diefenbaker. Il était virtuellement seul dans la campagne électorale. Même ses plus proches partisans comme Gordon Churchill devaient rester dans leurs circonscriptions où ils se battaient pour leurs vies politiques. »

Même si la Maison-Blanche resta neutre, Kennedy affirma en privé qu'il désirait une victoire libérale et envoya à nouveau Louis Harris, son sondeur, pour travailler avec les libéraux. Le jour de l'élection le 8 avril 1963, les conservateurs remportèrent 95 sièges contre 129 pour les libéraux, à cinq sièges de la majorité absolue. Diefenbaker resta au pouvoir pendant plusieurs jours jusqu'à ce que six députés du ralliement créditiste québécois signent une déclaration demandant à Pearson de former un gouvernement. Ces votes étant suffisamment nombreux pour former une majorité libérale à la Chambre, Diefenbaker démissionna. Les six députés répudièrent la déclaration quelques jours plus tard, mais Pearson forma un gouvernement avec le soutien du Nouveau parti démocratique.

## Dernières années (1963-1979)

### Retour dans l'opposition
Diefenbaker continua de mener les progressistes-conservateurs en tant que chef de l'opposition. En novembre 1963, après l'assassinat de John F. Kennedy, le chef des conservateurs déclara qu'« un symbole de la liberté a disparu. Quelles que soient les oppositions, je le considérais comme l'incarnation de la liberté, non seulement dans son propre pays mais dans le monde entier ». Durant le débat sur le drapeau canadien, Diefenbaker mena sans succès l'opposition à l'unifolié, que les libéraux avaient présenté à la suite du rejet du dessin préféré par Pearson, arborant trois feuilles d'érable. Diefenbaker préférait le Red Ensign canadien ou tout autre dessin portant les symboles de l'héritage du pays. Il rejeta le nouveau drapeau, qu'il qualifia de « drapeau que les Péruviens pourraient saluer ». À la demande du conservateur québécois Léon Balcer, qui craignait des pertes dévastatrices pour les conservateurs dans la province, Pearson mit un terme au débat, et le nouveau drapeau fut adopté avec une large majorité entonnant Ô Canada, et Diefenabker mena les opposants avec God Save the Queen.
En 1966, les libéraux commencèrent à attirer l'attention publique sur l'affaire Gerda Munsinger (en), du nom d'une femme qui a été soupçonnée d'être une espionne soviétique et avait couché avec plusieurs membres du gouvernement Diefenbaker. Dans ce que Diefenbaker considéra comme une attaque partisane, Pearson établit une commission royale, qui, selon Denis Smith, biographe de Diefenbaker, se livra à « trois mois d'inquisition politique sans pitié ». Le rapport de la commission blâma Diefenbaker pour ne pas avoir limogé les ministres mis en cause mais ne découvrit aucune véritable brèche dans la sécurité.
À partir de 1964, des éléments du parti, en particulier les financiers de Bay Street, demandèrent le retrait de Diefenbaker de la vie politique. Diefenbaker repoussa initialement sans difficultés ces demandes. Lorsque Pearson appela une élection en 1965 dans l'espoir d'obtenir une majorité, Diefenbaker mena une campagne agressive. Les libéraux manquèrent la majorité de deux sièges, et les conservateurs renforçaient légèrement leur position aux dépens des petits partis. Après l'élection, certains conservateurs, menés par Dalton Camp, commencèrent une campagne discrète pour chasser Diefenbaker.
Camp parvint à obliger une évaluation du dirigeant (en), qui fut organisée à la convention conservatrice de 1966 au milieu d'accusations de fraudes électorales, de violences et d'arrangements sur le plan de salle pour que les téléspectateurs voient des délégués indifférents lors du discours de Diefenbaker. Camp parvint à forcer l'organisation d'un congrès à la chefferie en septembre 1967. Diefenbaker ne précisa initialement pas s'il serait candidat à sa succession mais fut irrité par une résolution de la conférence politique du parti qui évoquait « deux nations » ou « deux peuples fondateurs », par opposition au « Canada unique » de Diefenbaker, et décida de se battre pour conserver la chefferie. Diefenbaker entra dans la course au dernier moment mais termina cinquième dans les trois premiers votes et quitta la convention, qui fut remportée par le premier ministre de Nouvelle-Écosse, Robert Stanfield.
Diefenbaker s'adressa aux délégués avant le discours de Stanfield

« Mon parcours est arrivé à son terme. J'ai combattu vos batailles et vous m'avez offert cette loyauté qui nous a mené à la victoire plus souvent que ce qu'a connu le parti depuis l'époque de Sir John A. Macdonald. Dans ma retraite, je n'ai rien à retirer de mon désir de voir le Canada, mon pays et votre pays, une nation unie. »

### Dernières années et mort
Diefenbaker fut rendu amer par la perte de la direction du parti. Pearson annonça son retrait de la politique en décembre 1967 et Diefenbaker forgea une relation méfiante avec le successeur de Pearson, Pierre Elliott Trudeau, qui convoqua une élection générale pour juin 1968. Stanfield demanda à Diefenbaker de le rejoindre à un rassemblement à Saskatoon. Diefenbaker refusa, mais les deux apparurent dans des séances photos hâtivement préparées. Trudeau obtint la majorité contre Stanfield que Pearson n'était jamais parvenu à obtenir contre Diefenbaker. Sur les 25 sièges perdus par le Parti progressiste-conservateur, 20 le furent dans l'Ouest. L'ancien premier ministre, même s'il déclara que « le Parti conservateur a subi un désastre catastrophique » dans un entretien pour la Société Radio-Canada, ne pouvait pas dissimuler sa joie devant l'humiliation de Stanfield et fut particulièrement réjoui par la défaite de Camp, qui tenta sans succès d'entrer à la Chambre. Diefenbaker fut facilement réélu à Prince Albert.
Stanfield s'efforça d'unifier le parti, mais Diefenbaker et ses partisans refusèrent les compromis proposés. La division du parti fut exposée au grand jour lorsque Diefenbaker appela les députés conservateurs à rompre avec la position de Stanfield sur la Loi sur les langues officielles, et près de la moitié du groupe conservateur vota contre la loi ou s'abstint. En plus de ses activités parlementaires, Diefenbaker voyagea fréquemment et commença à travailler sur ses mémoires, qui furent publiées en trois volumes entre 1975 et 1977. Pearson mourut du cancer en 1972, et lorsqu'on demanda à Diefenbaker s'il avait des mots gentils pour son ancien rival, ce dernier hocha de la tête et dit uniquement qu'« il n'aurait pas dû gagner le prix Nobel ».
Diefenbaker devint de plus en plus déçu par Trudeau et fit une campagne enthousiaste pour les conservateurs lors de l'élection de 1972. Diefenbaker fut largement réélu dans sa circonscription, et les conservateurs remportèrent uniquement deux sièges de moins que les libéraux. Diefenbaker était réjoui de l'affaiblissement de Trudeau et de la défaite de Stanfield. Trudeau recouvra une majorité deux ans plus tard en 1974.
En 1976, Diefenbaker devint compagnon d'honneur, distinction décernée en tant que reconnaissance personnelle du souverain. Après une longue maladie, Olive Diefenbaker mourut le 22 décembre 1976, une perte qui affecta profondément Diefenbaker. Joe Clark succéda à Stanfield à la tête du parti en 1976, mais Clark avait défendu l'évaluation du chef, et Diefenbaker lui en voulait. Diefenbaker avait soutenu la candidature de Claude Wagner mais, lorsque Clark fut élu, déclara qu'il ferait un « remarquable chef pour ce parti ». Diefenbaker multiplia cependant les critiques envers le chef à tel point que Stanfield lui demanda publiquement « d'arrêter de poignarder M. Clark », ce que Diefenbaker ne respecta pas. Selon le journaliste Charles Lynch, Diefenbaker considérait Clark comme un arriviste et un avorton.

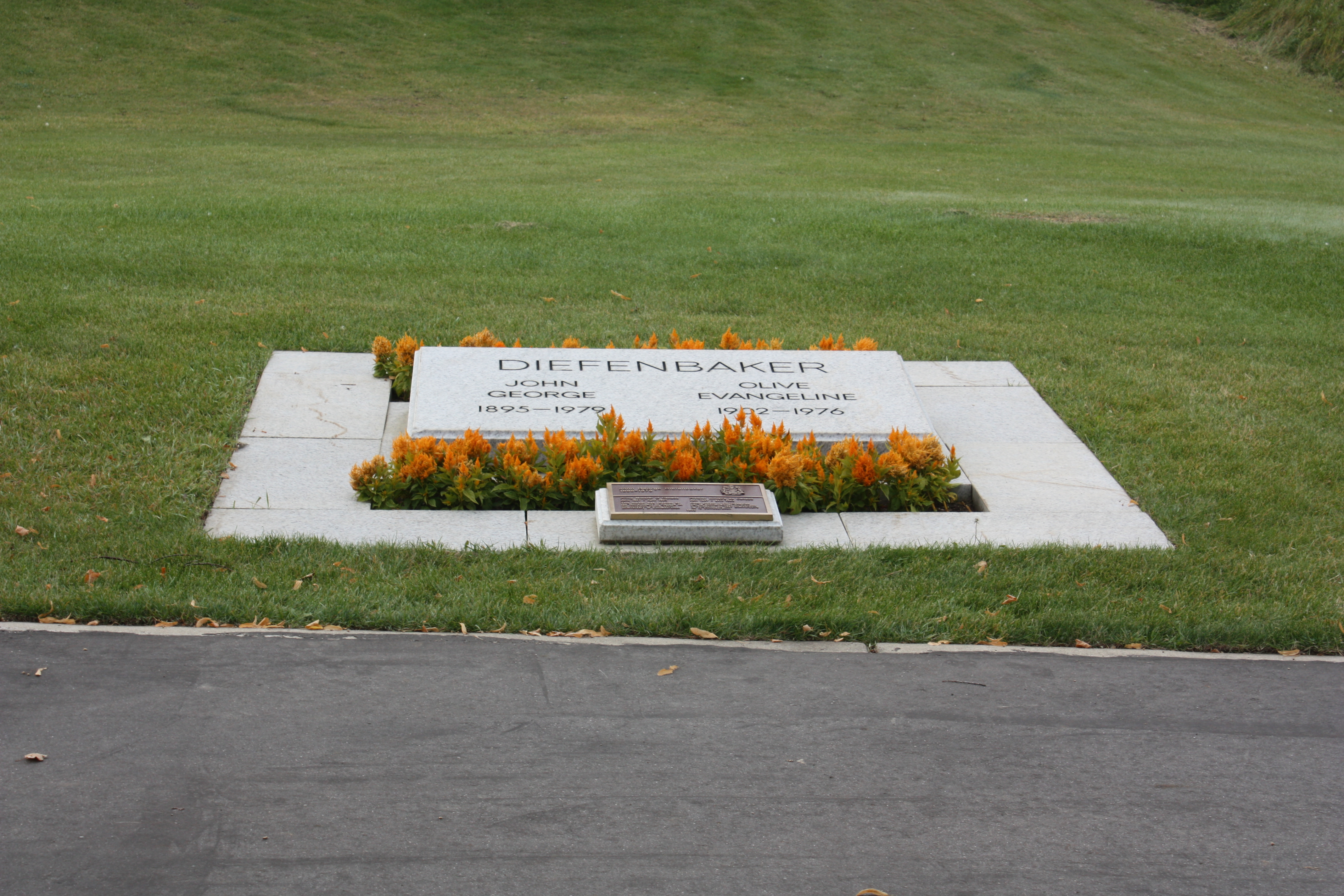
La tombe de Diefenbaker à proximité du Diefenbaker Centre

En 1978, Diefenbaker annonça qu'il se présenterait à une nouvelle élection et mena campagne l'année suivante avec le slogan Diefenbaker - Now More Than Ever (« Diefenbaker - Maintenant plus que jamais). Il fut victime d'une légère crise cardiaque, mais les médias indiquèrent qu'il était alité du fait de la grippe. Le 22 mai 1979, Diefenbaker battit Stanley Hovdebo, le candidat du NDP à Prince Albert, par 4 000 voix ; Hovdebo remporta cette circonscription lors d'une élection partielle à la suite de la mort de Diefenbaker. Au niveau national, Clark battit Trudeau et parvint à former un gouvernement minoritaire. Diefenbaker se rendit à Ottawa pour assister à la prestation de serment sans s'être réconcilié avec ses anciens adversaires parmi les ministres de Clark. Diefenbaker décéda à son bureau le 16 août 1979, un mois avant son 84e anniversaire.
Diefenbaker avait intensivement préparé ses funérailles avec les représentants du gouvernement. Sa dépouille fut exposée publiquement dans le hall d'honneur du Parlement pendant deux jours et demi ; 10 000 Canadiens défilèrent devant son cercueil. L'unifolié sur son cercueil fut partiellement recouvert par le Red Ensign canadien,. Après la cérémonie, son corps fut emmené par train jusqu'à sa destination finale, Saskatoon. De nombreux Canadiens assistèrent au passage du train.; À Winnipeg, environ 10 000 personnes firent la queue sur un kilomètre à minuit pour voir le cercueil de Diefenbaker. À Prince Albert, des milliers de ceux qu'il avait représenté à la Chambre remplirent la place devant la gare pour saluer le seul Saskatchewanais à être devenu premier ministre.
Son cercueil fut accompagné par celui de son épouse, Olive, qui avait été exhumé de sa tombe provisoire à Ottawa. Le premier ministre Clark fit son éloge funèbre en rendant hommage à « un homme indomptable, né dans un groupe minoritaire, élevé dans une région minoritaire, chef d'un parti minoritaire qui changea la nature profonde de son pays et la changea pour toujours ». John et Olive Diefenbaker furent inhumés à l'extérieur du Right Honourable John G. Diefenbaker Centre, construit pour accueillir ses documents, sur le campus de l'université de la Saskatchewan.

## Héritage

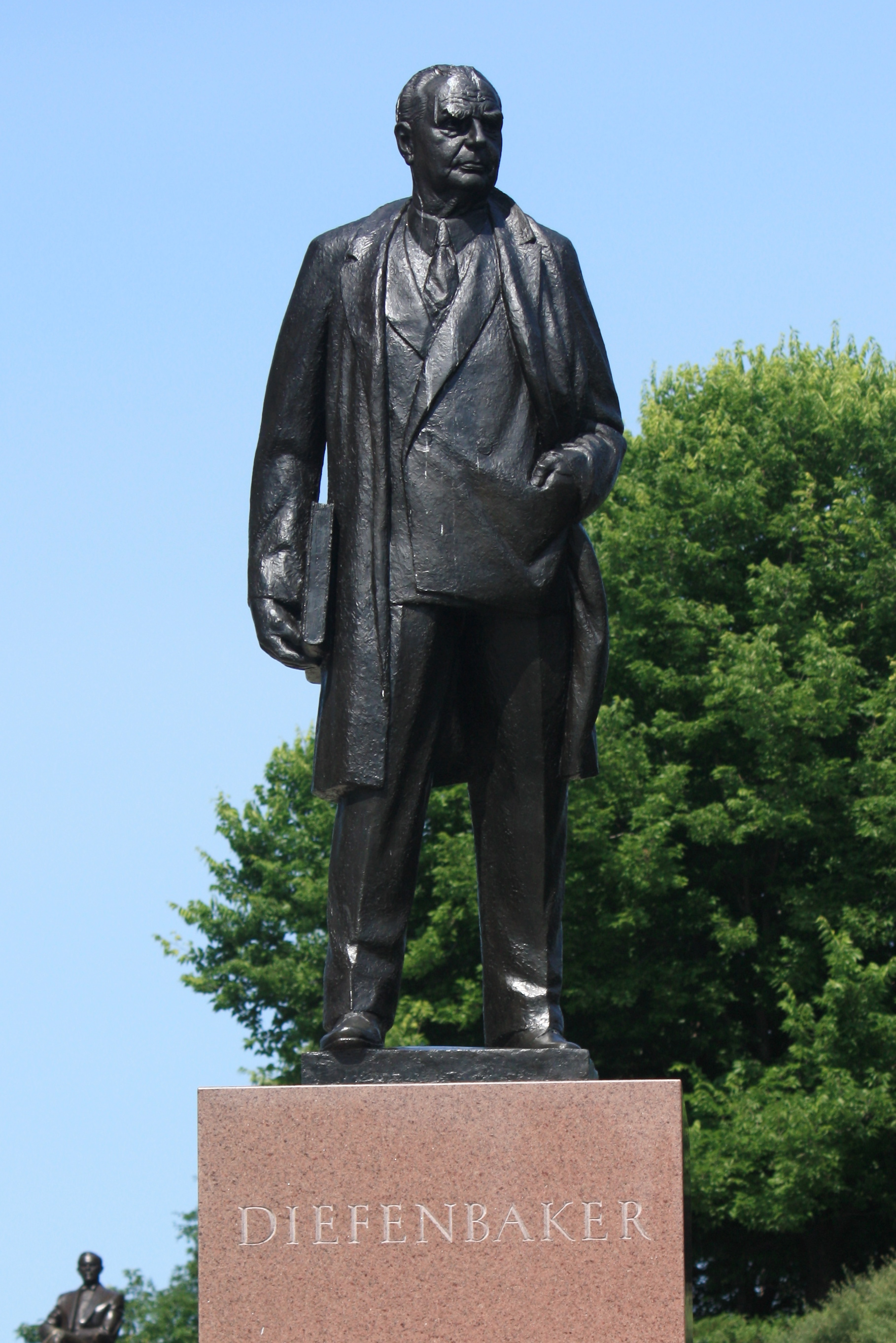
Statue de Diefenbaker créée par Leo Mol sur la colline du Parlement à Ottawa

Peu des politiques de Diefenbaker survécurent aux seize années de pouvoir libéral qui suivirent sa chute. À la fin de 1963, les premières têtes nucléaires pour les missiles Bomarc entrèrent au Canada et y restèrent jusqu'au retrait demandé par le bref gouvernement de John Turner en 1984. La décision de Diefenbaker de ne pas rejoindre l'OEA ne fut pas annulée par Pearson, et le pays ne rejoignit l'organisation que sous l'administration conservatrice de Brian Mulroney en 1989. La Déclaration canadienne des droits de Diefenbaker, bien que largement inefficace, posa les bases de la Charte canadienne des droits et libertés qui fut adoptée en 1982.
Diefenbaker revigora le système de partis moribond au Canada. Joe Clark et Brian Mulroney, deux hommes qui, en tant qu'étudiants, travaillèrent et furent enthousiasmés par son triomphe de 1958, deviendront les seuls autres progressistes-conservateurs à emmener le parti à la victoire,. Denis Smith, biographe de Diefenbaker, écrivit de lui qu'« en politique, il ne connut qu'un peu plus de deux ans de succès au milieu des échecs et des frustrations mais il conserva un noyau de partisans profondément engagés jusqu'à la fin de sa vie et au-delà. Le parti conservateur fédéral qu'il avait renforcé devint dominant dans les Prairies pendant les vingt-cinq années qui suivirent sa perte du pouvoir ». Le gouvernement de Stephen Harper, qui considérait que les premiers ministres conservateurs n'avaient pas reçu l'attention qu'ils méritaient dans la dénomination des lieux et des institutions canadiennes, nomma l'ancien hôtel de ville d'Ottawa, aujourd'hui un bâtiment fédéral, le John G. Diefenbaker Building. Il donna également le nom de Diefenbaker à une récompense pour la défense des droits de l'homme et à un brise-glace. Harper a souvent invoqué la vision du Nord de Diefenbaker dans ses discours.
La sénatrice conservatrice Marjory LeBreton travailla dans le bureau de Diefenbaker lorsqu'il était le chef de l'opposition après 1963 et dit de lui qu'« il apporta beaucoup de premières au Canada mais une grande partie a été soufflée de l'histoire par ceux qui l'ont suivi ». L'historien Michael Bliss, qui publia une évaluation des premiers ministres canadiens, écrivit de Diefenbaker :

« Avec le recul du temps, le rôle de Diefenbaker, cet homme des Prairies près du peuple qui a tenté de révolutionner le Parti conservateur, commence à se profiler au-delà de ses idiosyncrasies personnelles. Les difficultés auxquelles il a fait face [et qui ont pris] la forme d'épineux dilemmes historiques [étaient] probablement moins faciles à résoudre que ne semblaient le croire les libéraux et les journalistes hostiles à l'époque […] Ses contemporains avaient néanmoins raison de parler d'une certaine forme de désordre qui entourait sa personnalité et sa fonction de premier ministre. Les problèmes de leadership, d'autorité, de pouvoir et d'ego et l'histoire mouvementée de cette période ont submergé ce politicien des Prairies au nom étrange. »

### Ouvrages
- Notices d'autorité :   - VIAF
  - ISNI
  - BnF (données)
  - IdRef
  - LCCN
  - GND
  - Italie
  - CiNii
  - Pays-Bas
  - Pologne
  - Israël
  - NUKAT
  - Australie
  - Norvège
  - Tchéquie
- Rick Archbold, I Stand for Canada : The Story of the Maple Leaf Flag, Macfarlane Walter and Ross, 2002, 185 p. (ISBN 1-55199-108-X)
- Michael Bliss, Right Honourable Men : The Descent of Canadian Politics from Macdonald to Chrétien, HarperCollins Publishers Ltd., 2004 (ISBN 0-00-639484-1)
- John Diefenbaker, One Canada, Memoirs of the Right Honourable John G. Diefenbaker : The Crusading Years 1895 to 1956, Toronto/XIII-298 p, Macmillan of Canada, 1975, 298 p. (ISBN 0-7705-1331-X)
- (en) John Diefenbaker, One Canada, Memoirs of the Right Honourable John G. Diefenbaker : The Years of Achievement 1956 to 1962, Toronto, Macmillan of Canada, 1976, 330 p. (ISBN 0-7705-1443-X)
- (en) John Diefenbaker, One Canada, Memoirs of the Right Honourable John G. Diefenbaker : The Tumultuous Years 1962 to 1967, Toronto, Macmillan of Canada, 1977, 309 p. (ISBN 0-7705-1569-X)
- John English, The Worldly Years : The Life of Lester Pearson, 1949-1972, Vintage Books, 1992, 473 p. (ISBN 0-394-28015-6)
- Soloman Gabriel, Foreign Policy of Canada : A Study in Diefenbaker's Years, Uppal Publishing House, 1987, 161 p. (ISBN 81-85024-24-3)
- John Meisel, The Canadian General Election of 1957, University of Toronto Press, 1962
- Knowlton Nash, Kennedy and Diefenbaker : fear and loathing across the undefended border, McClelland and Stewart, 1990, 336 p. (ISBN 0-7710-6705-4)
- Peter Newman, Renegade in Power : The Diefenbaker Years, McClelland and Stewart, 1963 (ISBN 0-7710-6747-X)
- Murray Peden, Fall of an Arrow, Stoddart Publishing, 1987 (ISBN 0-7737-5105-X)
- Denis Smith, Rogue Tory : The Life and Legend of John Diefenbaker, Macfarlane Walter & Ross, 1995, 702 p. (ISBN 0-921912-92-7)
- Denis Smith, « John George Diefenbaker », dans Dictionnaire biographique du Canada, vol. XX, University of Toronto and the Université Laval, 2000 (lire en ligne)
- Greig Stewart, Shutting Down the National Dream : A.V. Roe and the Tragedy of the Avro Arrow., McGraw-Hill-Ryerson, 1991 (ISBN 0-07-551119-3)
- Peter Stursberg, Diefenbaker : Leadership Gained 1956-62, University of Toronto Press, 1975, 278 p. (ISBN 0-8020-2130-1)
- Peter Stursberg, Diefenbaker : Leadership Lost 1962-67, Toronto/Buffalo, University of Toronto Press, 1976, 212 p. (ISBN 0-8020-2225-1)
- Thomas Van Dusen, The Chief, McGraw-Hill, 1968 (ISBN 0-665-25329-X)

### Sources en ligne
- Raymond Daniell, « Conservatives take the reins in Canada », The New York Times,‎ 22 juin 1957 (lire en ligne , consulté le 27 décembre 2009)
- « Nation left in sadness at the loss of a man who left 'em laughing: From prairie to pinnacle, Dief was with the people », The Gazette,‎ 17 aout 1979 (lire en ligne, consulté le 7 janvier 2010)
- Randi Druzin, « Canadian PM Diefenbaker bored Jackie Kennedy, tapes reveal », Global News,‎ 14 septembre 2011 (lire en ligne, consulté le 7 octobre 2011)
- The Canadian Press, « Stanfield tells Diefenbaker to button up about Clark », Ottawa Citizen,‎ 23 septembre 1977 (lire en ligne, consulté le 3 janvier 2010)
- Charles Lynch, « Big Thunder sounds off », Ottawa Citizen,‎ 23 septembre 1977 (lire en ligne, consulté le 3 janvier 2010)
- « Farewell Dief », CBC Digital Archives, 16 août 1979 (consulté le 19 janvier 2011)
- Bruce Cheadle, « Diefenbaker tributes part of Tory efforts to rebrand Canadian history », Canadian Press via Winnipeg Free Press,‎ 19 septembre 2011 (lire en ligne, consulté le 7 octobre 2011)
- Chris Cobb, « Diefenbaker honoured next to despised rival Pearson in Ottawa », Vancouver Sun,‎ 20 septembre 2011 (lire en ligne, consulté le 7 octobre 2011)